# Leichtathletik-Weltmeisterschaften 2017/Marathon der Männer

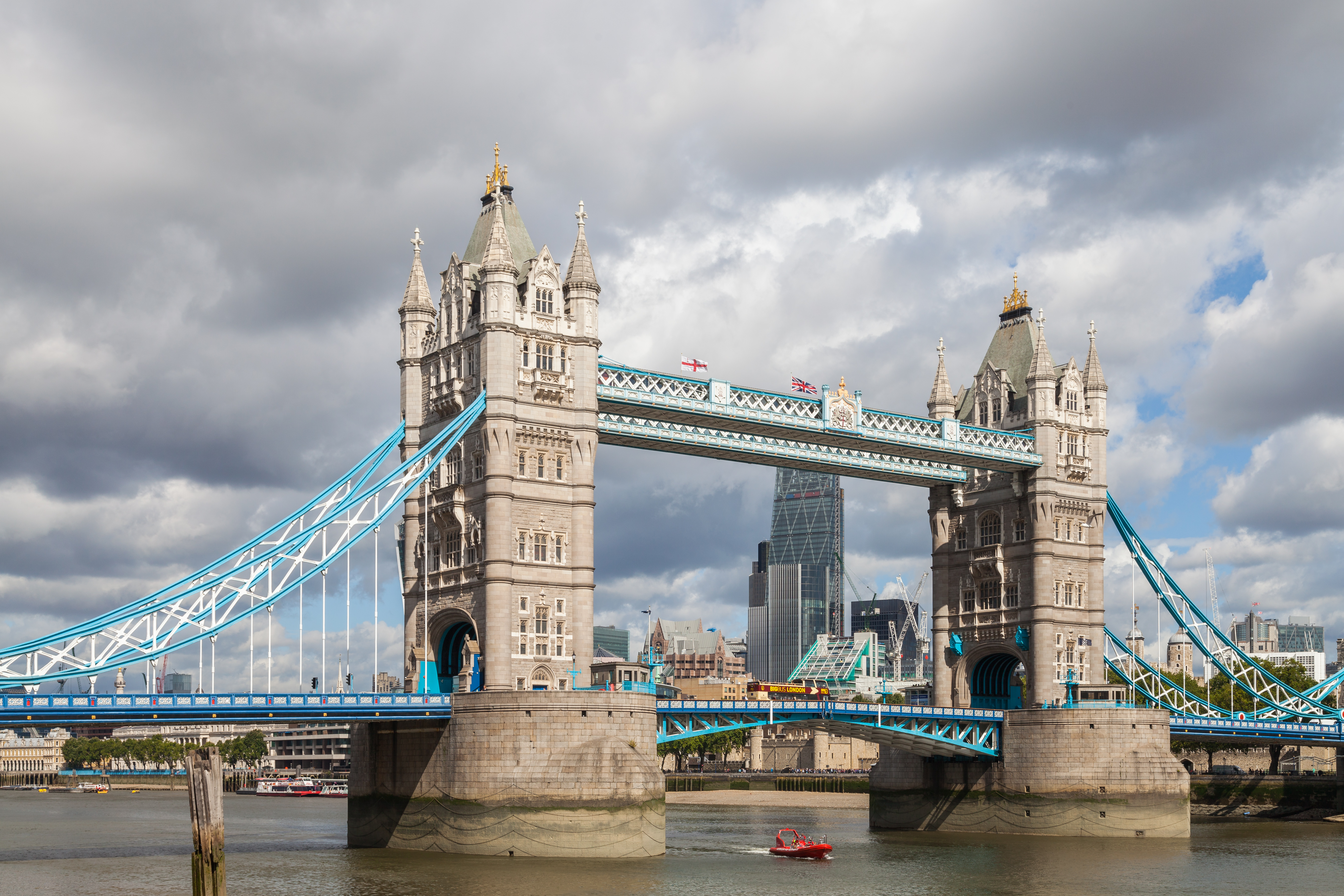
Tower Bridge, Start und Ziel des Marathonlaufs

Der Marathonlauf der Männer bei den Leichtathletik-Weltmeisterschaften 2017 wurde am 6. August 2017 in den Straßen der britischen Hauptstadt London ausgetragen. Es war der zweite Lauf der World Marathon Majors 2017/18.
Den Weltmeistertitel errang der Kenianer Geoffrey Kirui. Der äthiopische Olympiadritte über 10.000 Meter von 2016 Tamirat Tola gewann die Silbermedaille. Bronze ging an Alphonce Felix Simbu aus Tansania.

## Strecke
Der Start erfolgte auf der Tower Bridge, die auch der Zielpunkt war. Die Strecke führte vorbei an Sehenswürdigkeiten wie dem Palace of Westminster, der St Paul’s Cathedral, dem Somerset House, der Guildhall, dem Monument to the Great Fire of London, der Bank of England und dem Tower of London. Die Hälfte der Route verlief durch die City of London und entlang der Themse im Bezirk City of Westminster.

## Bestehende Rekorde
| Weltrekord               | Dennis Kipruto Kimetto | 2:02:57 h | Berlin-Marathon, Deutschland | 28. September 2014 |
| Weltmeisterschaftsrekord | Abel Kirui             | 2:06:54 h | WM in Berlin, Deutschland    | 22. August 2009    |

Der bestehende WM-Rekord wurde bei diesen Weltmeisterschaften nicht eingestellt und nicht verbessert.

## Ausgangssituation
Der Streckenverlauf in London war nicht ganz einfach, sodass ganz schnelle Zeiten nicht zu erwarten waren. Einige Topläufer wie der kenianische Weltrekordler Dennis Kipruto Kimetto, die olympischen Medaillengewinner von 2016 Eliud Kipchoge aus Kenia, der Äthiopier Feyisa Lilesa und der US-Amerikaner Galen Rupp sowie Titelverteidiger Ghirmay Ghebreslassie aus Eritrea waren nicht am Start. Zum Favoritenkreis gehörten der Olympiafünfte von 2016 Alphonce Simbu aus Tansania, der Olympiazweite von 2012 Abel Kirui aus Kenia, der WM-Dritte von 2015 Munyo Mutai aus Uganda sowie vielleicht auch der italienische Europameister von 2014 Daniele Meucci. Zu rechnen war darüber hinaus mit starken Leistungen von bisher nicht in ganz großen Wettbewerben in Erscheinung getretenen Läufern vor allem aus Afrika.

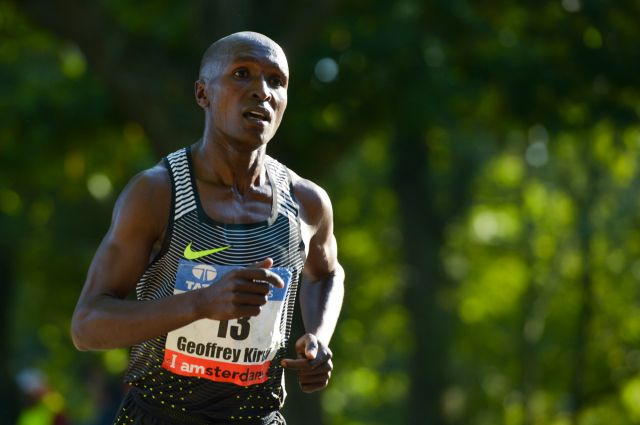
Weltmeister Geoffrey Kirui, Kenia

## Rennverlauf

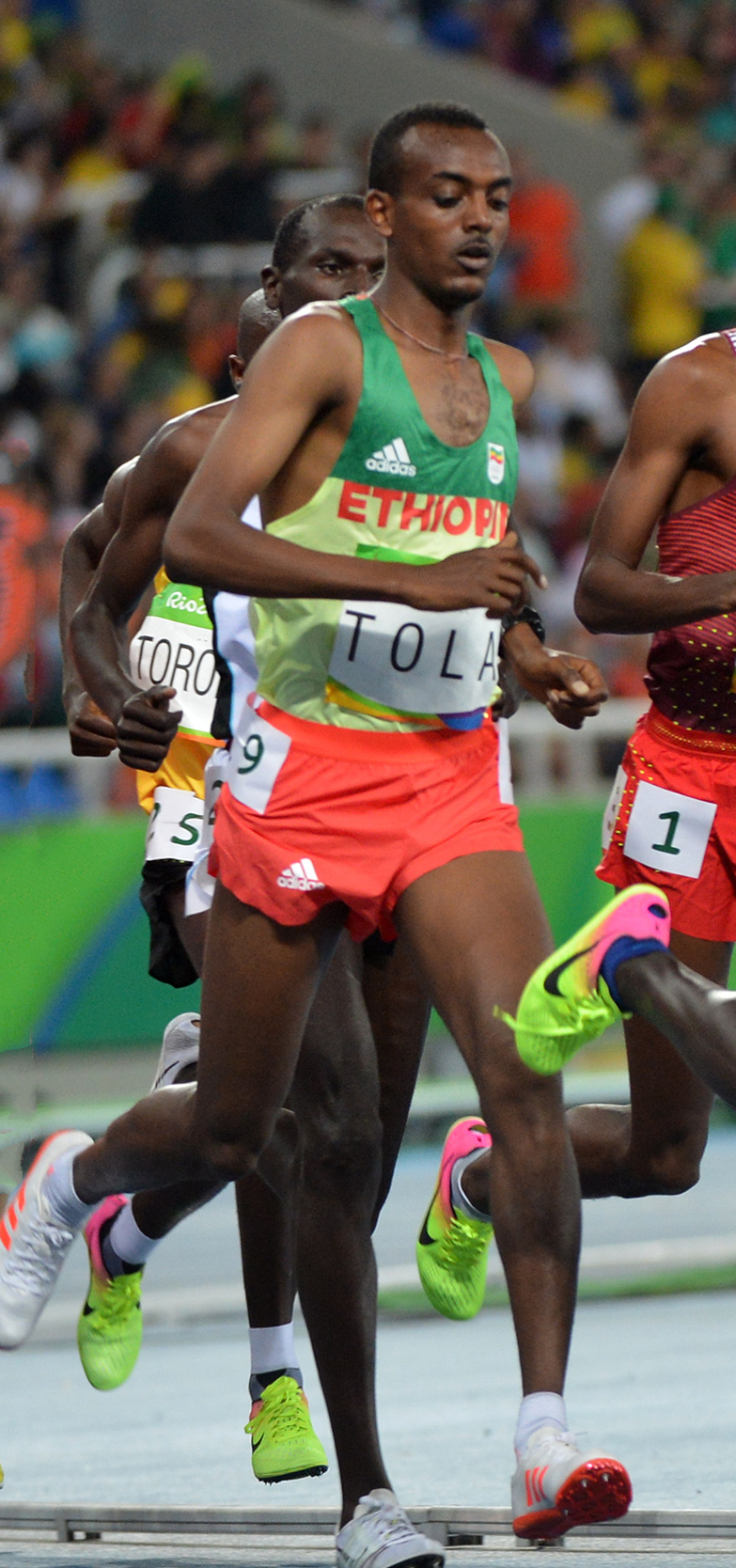
Vizeweltmeister Tamirat Tola, Äthiopien

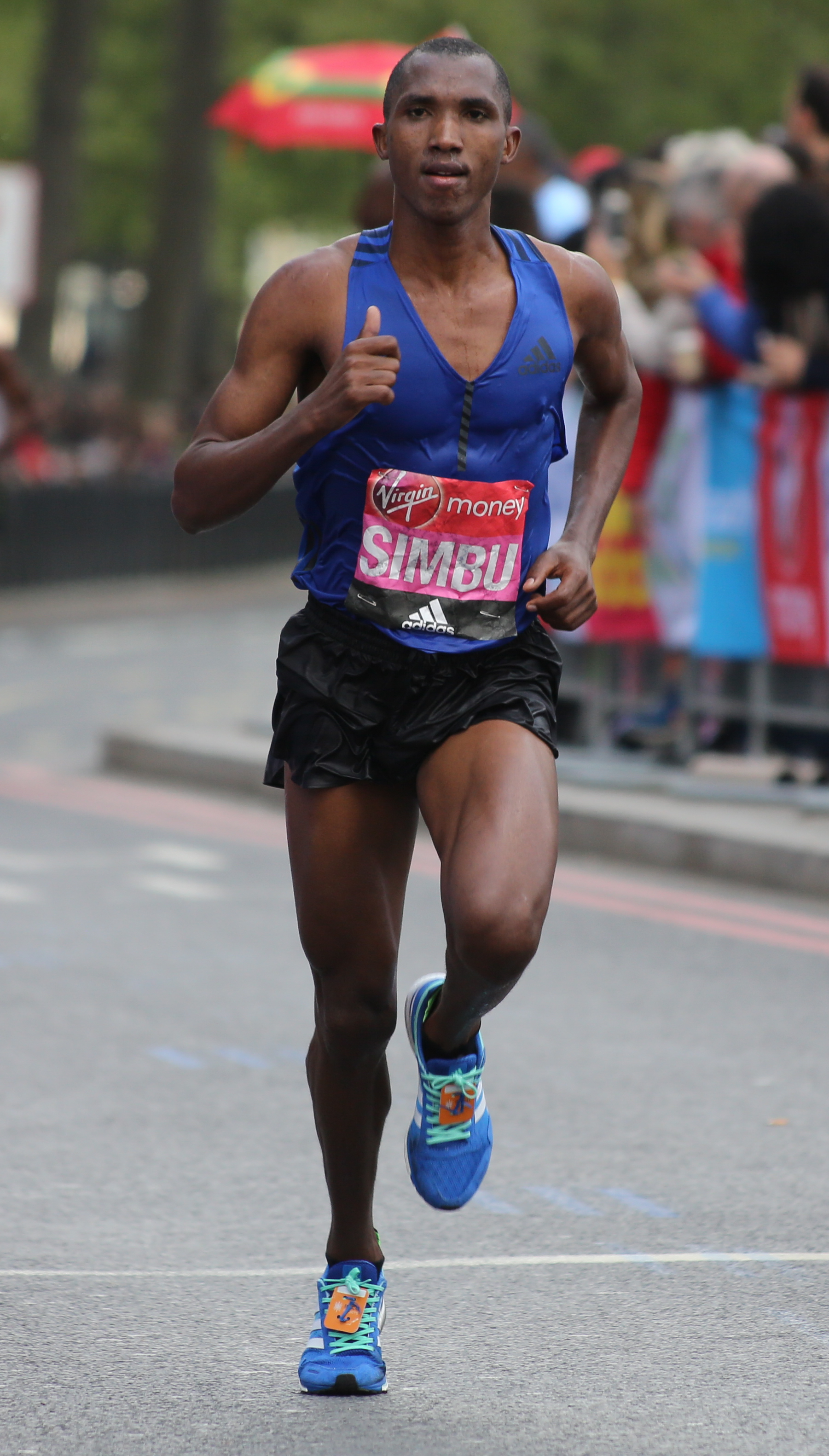
Bronzemedaille: Alphonce Simbu, Tansania

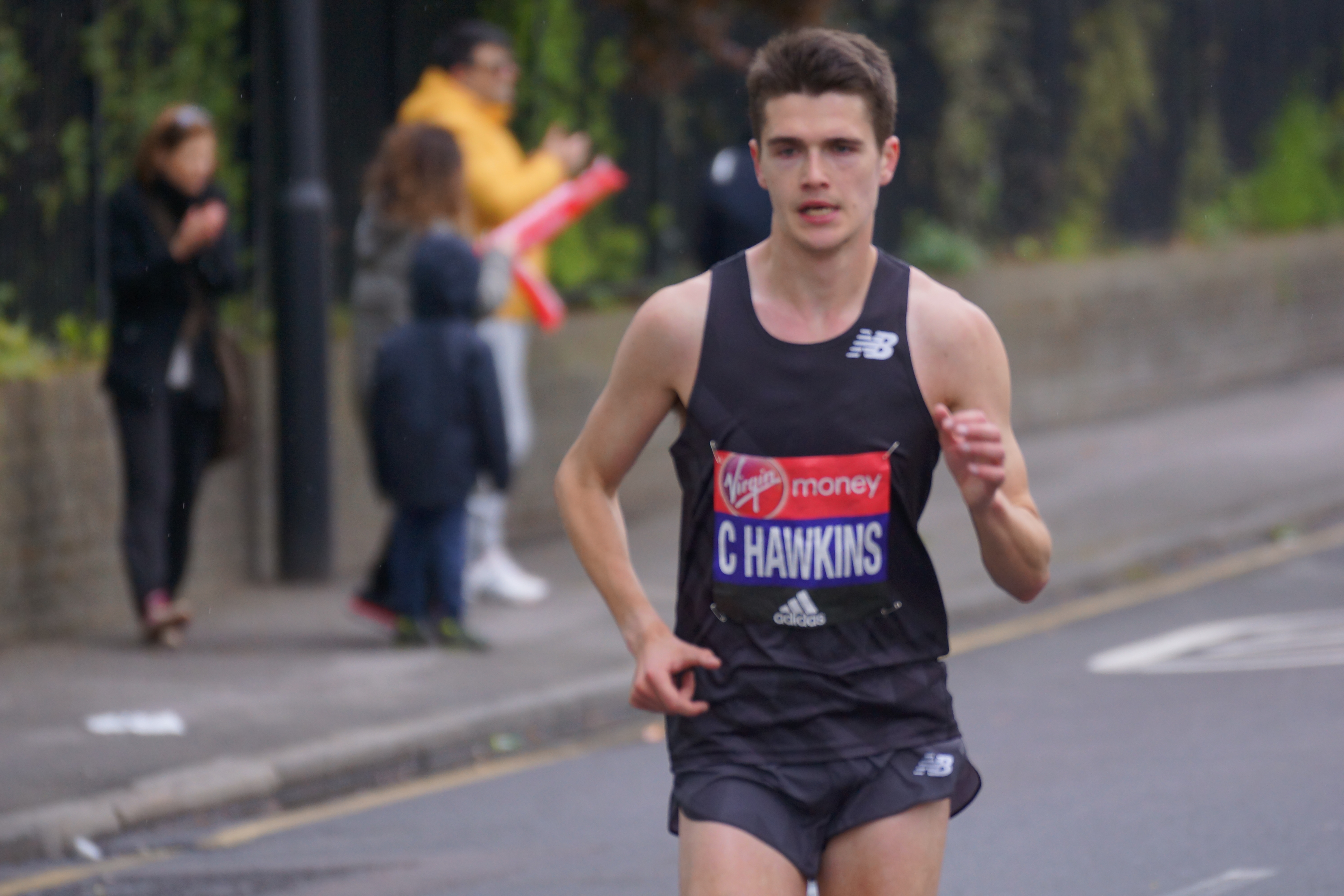
Callum Hawkins, Großbritannien – Platz vier

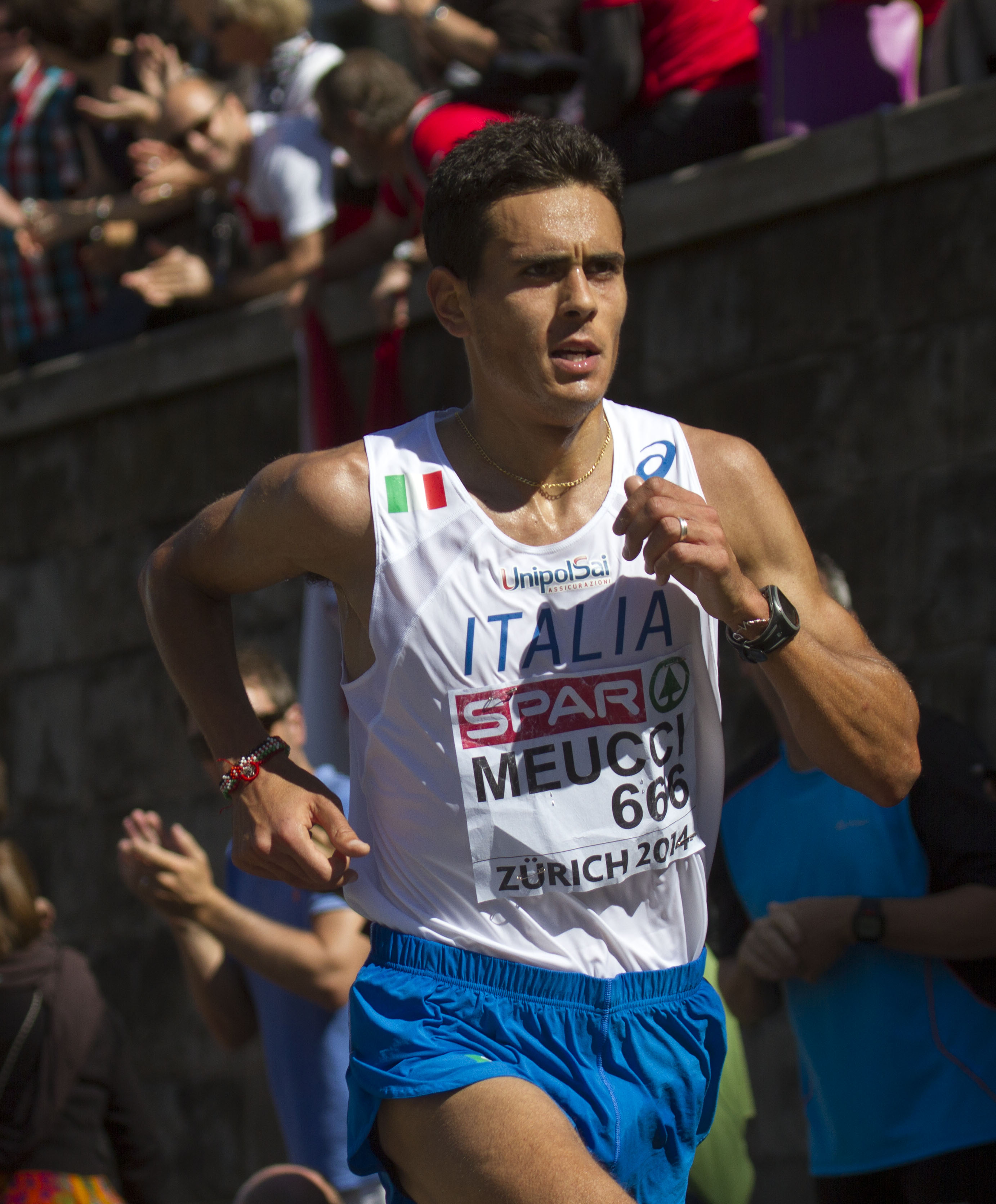
Daniele Meucci, Italien – Platz fünf

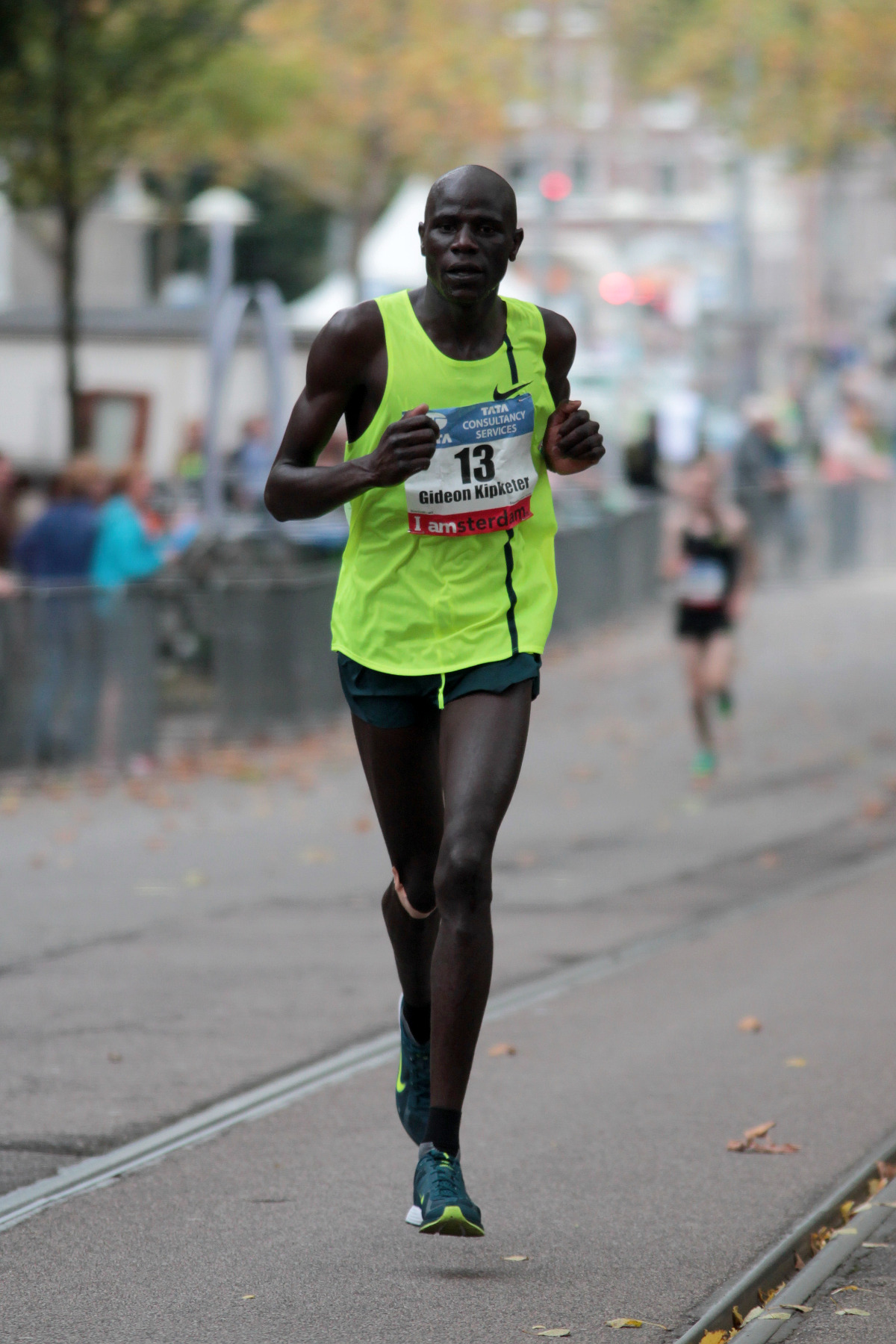
Gideon Kipketer, Kenia – Platz sechs

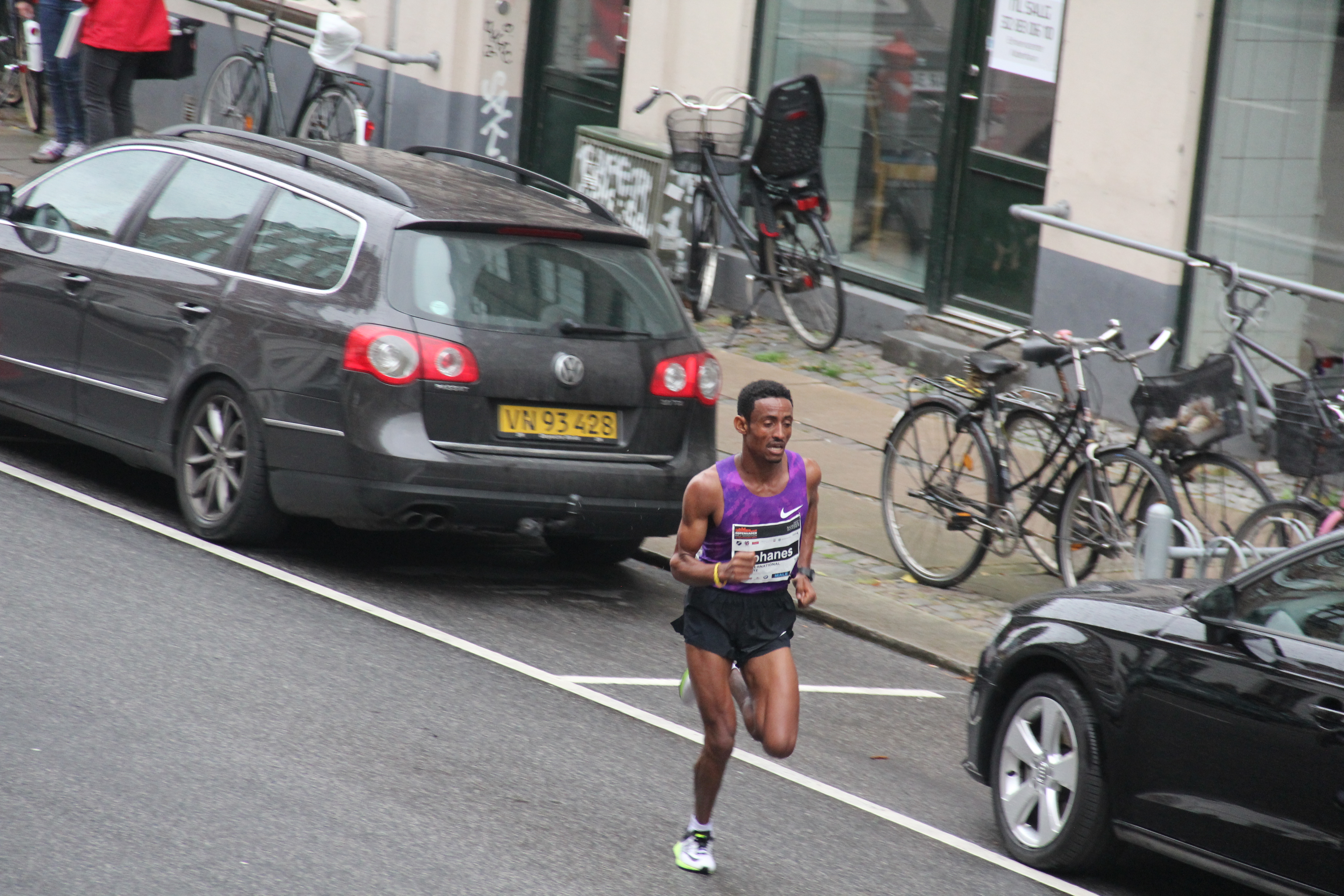
Yohanes Ghebregergis, Eritrea – Platz sieben

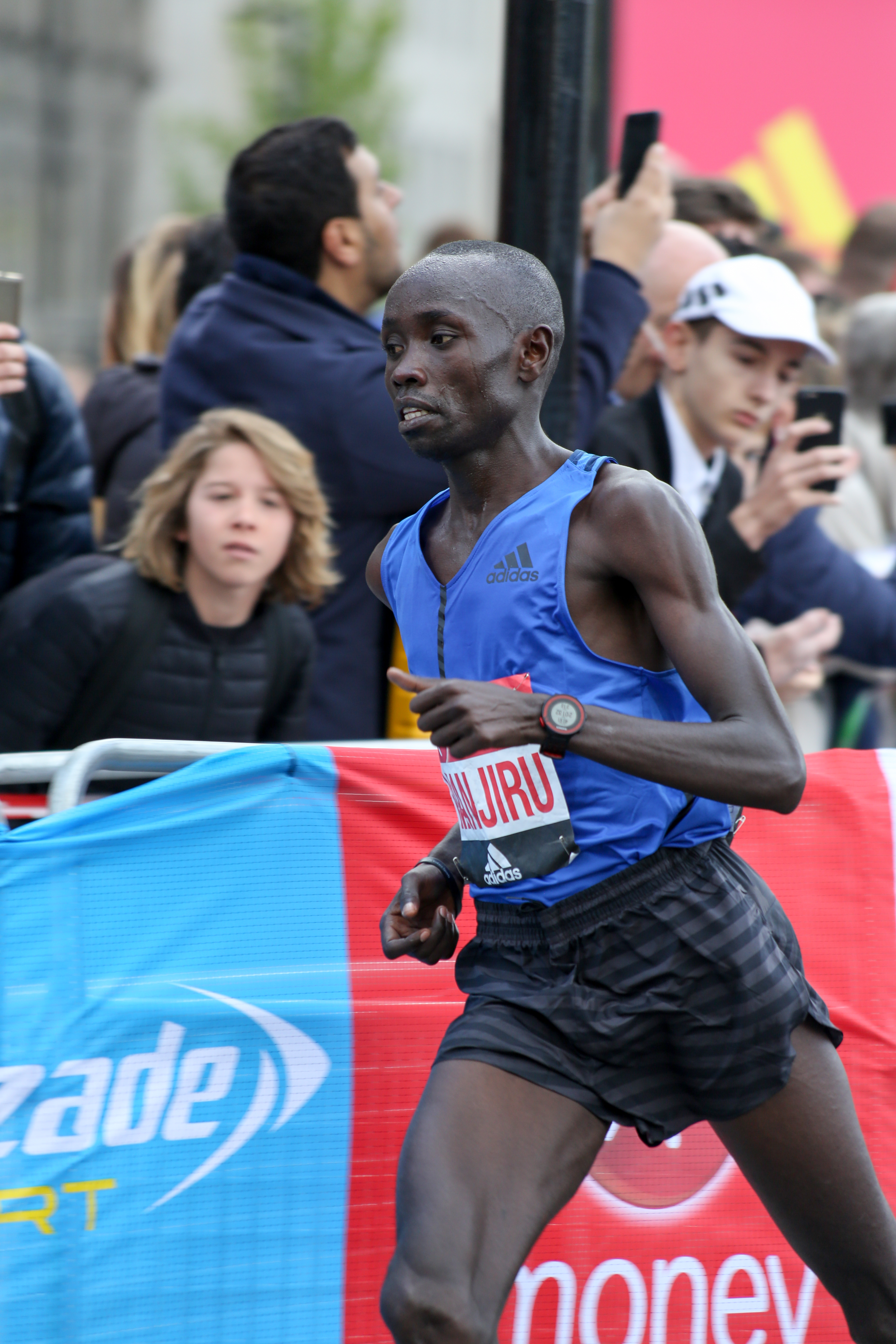
Daniel Wanjiru, Kenia – Platz acht

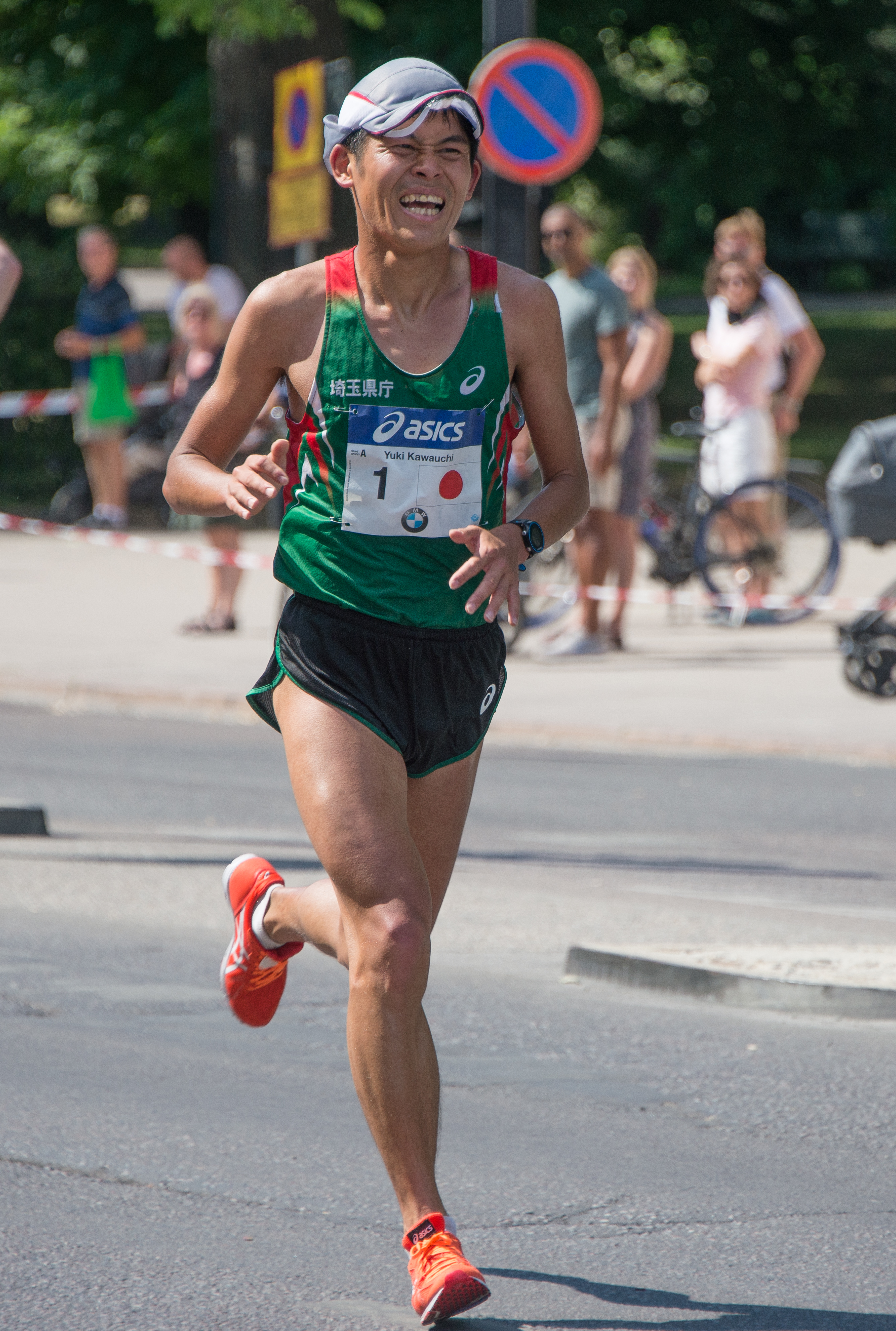
Yūki Kawauchi, Japan – Platz neun

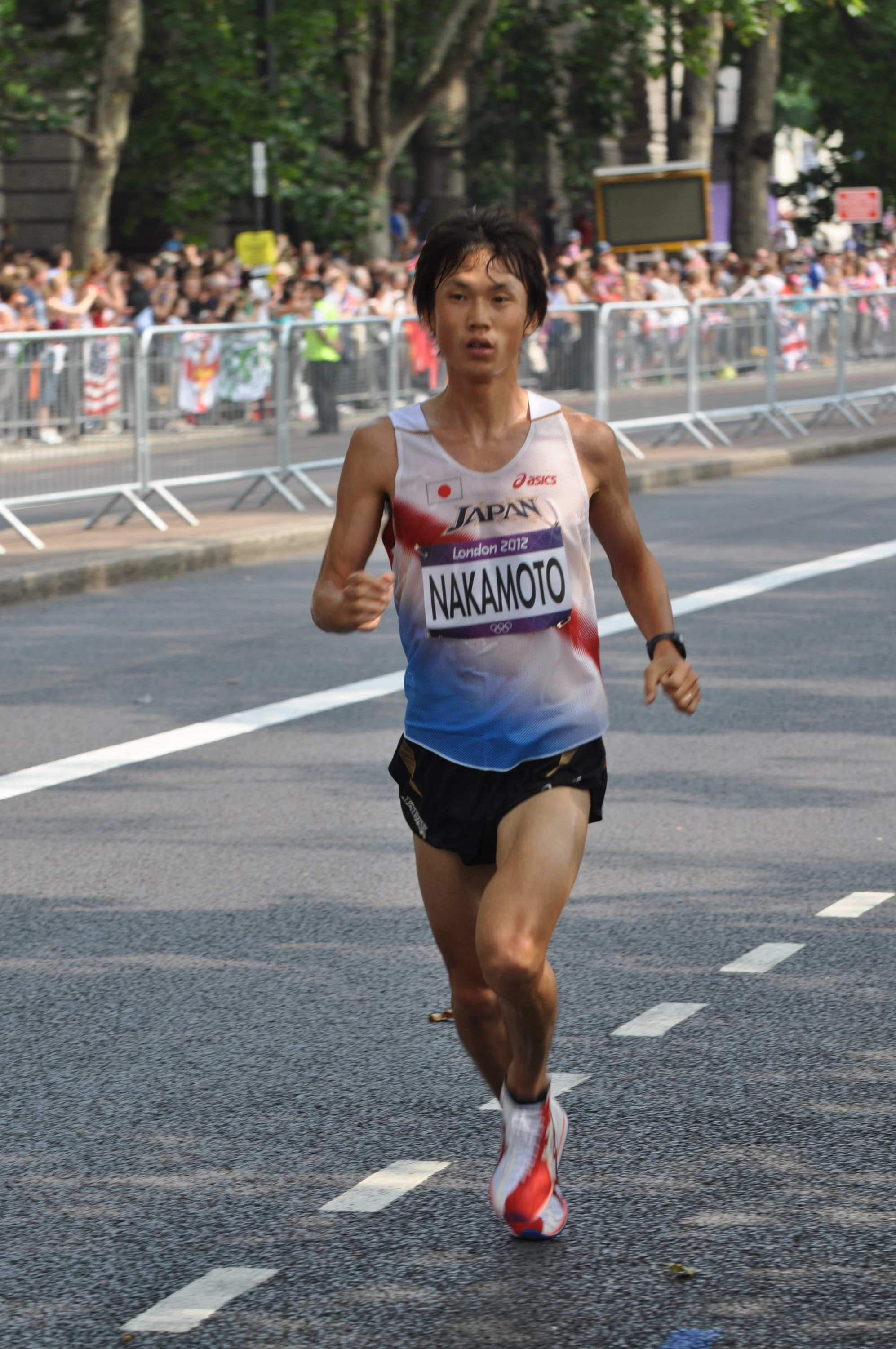
Kentarō Nakamoto, Japan – Platz zehn

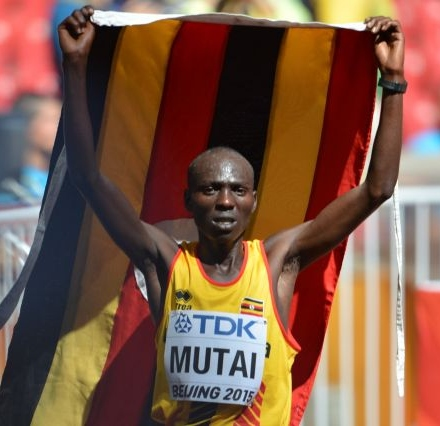
Munyo Mutai, Uganda – Platz elf

6. August 2017, 10:55 Uhr Ortszeit (11:55 Uhr MESZ)
Lange Zeit konnte sich bei gleichmäßigem Tempo und wechselnden Führenden keine Spitzengruppe vom Gros des Feldes lösen. Erst bei Streckenhälfte setzten sich mit den beiden Kenianern Kirui und Gideon Kipketer sowie dem Äthiopier Tamirat Tola drei Läufer ab. Das Tempo an der Spitze wurde jetzt sukzessive höher. Bei Kilometer 25 lag Simbu zwölf Sekunden hinter ihnen. Mit weiteren drei Sekunden Rückstand folgten der Kenianer Daniel Wanjiru und Yohanes Ghebregergis aus Eritrea. Bei Kilometer dreißig waren mit Kirui und Tola nur noch zwei Athleten vorne. Kipketer folgte jetzt mit etwas mehr als zwanzig Sekunden Rückstand. Gut zwanzig Sekunden betrug auch Kipketers Vorsprung vor den nächsten Verfolgern Wanjiru und Simbu. Weitere kleinere Läufergruppen lagen in kleineren Abständen dahinter. Zu ihnen gehörten Ghebregergis, der Türke Kaan Özbilen und der Brite Callum Hawkins.
Im weiteren Verlauf vergrößerten die beiden Führenden Kirui und Tola ihren Vorsprung weiter. Hinter ihnen konnte Simbu zu Kipketer aufschließen. Weiter nach vorne arbeiteten sich Hawkins und auch Meucci, während Ghebregergis, Özbilen und Wanjiru jetzt als Dreiergruppe zusammen liefen, aber an Boden verloren. Schließlich konnte Tola dem Tempo des Spitzenreiters Kirui nicht mehr folgen und fiel mehr und mehr zurück. Er hielt jedoch seinen zweiten Platz vor dem jetzt alleine laufenden Simbu, denn Kipketer hatte abreißen lassen müssen und wurde auch von dem jetzt viertplatzierten Hawkins passiert. Der Brite hatte zwischenzeitlich Meucci abschütteln können. Der Europameister lag bei Kilometer vierzig auf Rang sechs hinter Kipketer. Auf dem Schlussabschnitt nach Kilometer vierzig änderte sich nicht mehr viel an dieser Reihenfolge. So wurde Geoffrey Kirui Weltmeister in 2:08:27 min mit einem Vorsprung von 1:22 min vor Tamirat Tola, der seine Silbermedaille mit gerade noch zwei Sekunden vor dem drittplatzierten Alphonce Simbu retten konnte. 26 Sekunden dahinter kam Callum Hawkins mit persönlicher Bestleistung von 2:10:17 min auf den vierten Platz. Daniele Meucci und Gideon Kipketer lieferten sich noch auf der Zielgeraden einen Kampf um Rang fünf, den der Italiener mit persönlicher Bestzeit von 2:10:56 min für sich entschied. Siebter wurde Yohanes Ghebregergis vor Daniel Wanjiru.
| Zwischenzeiten | Zwischenzeiten | Zwischenzeiten | Zwischenzeiten |
| Marke          | Zeit           | Führende(r) | 5-km- Zeit     |
| -------------- | -------------- | --- | -------------- |
| 5 km           | 15:57 min      | Daniele Meucci in großer Gruppe                                                                                            | 15:57 min      |
| 10 km          | 31:35 min      | Callum Hawkins in großer Gruppe                                                                                            | 15:38 min      |
| 15 km          | 46:56 min      | Amanuel Mesel in großer Gruppe                                                                                             | 15:21 min      |
| 20 km          | 1:02:15 h      | Gideon Kipketer in großer Gruppe                                                                                           | 15:19 min      |
| 25 km          | 1:16:43 h      | Kirui, Tola, Kipketer / Simbu 12 s zur. / Wanjiru, Ghebregergis 15 s zur. / Mekonen 23 s zur.                              | 14:28 min      |
| 30 km          | 1:31:28 h      | Kirui, Tola / Kipketer 23 s zur. / Wanjiru, Simbu 46 s zur. / Ghebregergis 57 s zur. / Özbilen, Hawkins 1:06 min zur.      | 14:45 min      |
| 35 km          | 1:46:11 h      | Kirui, Tola / Simbu, Kipketer 1:11 min zur. / Hawkins, Meucci 1:42 min zur. / Ghebregergis, Özbilen, Wanjiru 2:05 min zur. | 14:43 min      |
| 40 km          | 2:01:36 h      | Kirui / Tola 52 s zur. / Simbu 1:22 min zur. / Hawkins 1:51 min zur. / Kipketer 1:54 min zur. / Meucci 2:18 min zur.       | 15:25 min      |

## Ergebnis
| Platz | Athlet                         | Land           | Zeit (h)   |
| ----- | ------------------------------ | -------------- | ---------- |
|       | Geoffrey Kirui                 | Kenia          | 2:08:27 SB |
|       | Tamirat Tola                   | Äthiopien      | 2:09:49    |
|       | Alphonce Felix Simbu           | Tansania       | 2:09:51    |
| 4     | Callum Hawkins                 | Großbritannien | 2:10:17 PB |
| 5     | Daniele Meucci                 | Italien        | 2:10:56 PB |
| 6     | Gideon Kipketer                | Kenia          | 2:10:56    |
| 7     | Yohanes Ghebregergis           | Eritrea        | 2:12:07    |
| 8     | Daniel Kinyua Wanjiru          | Kenia          | 2:12:16    |
| 9     | Yūki Kawauchi                  | Japan          | 2:12:19    |
| 10    | Kentarō Nakamoto               | Japan          | 2:12:41    |
| 11    | Munyo Solomon Mutai            | Uganda         | 2:13:29    |
| 12    | Ezekiel Jafary                 | Tansania       | 2:14:05    |
| 13    | Abdi Hakin Ulad                | Dänemark       | 2:14:22 SB |
| 14    | Kaan Kigen Özbilen             | Türkei         | 2:14:29 SB |
| 15    | Shumi Dechasa                  | Bahrain        | 2:15:08 PB |
| 16    | Elkanah Kibet                  | USA            | 2:15:14    |
| 17    | Javier Guerra                  | Spanien        | 2:15:22    |
| 18    | Ihor Olefirenko                | Ukraine        | 2:15:34 SB |
| 19    | Tsegaye Mekonnen               | Äthiopien      | 2:15:36    |
| 20    | Andrés Zamora                  | Uruguay        | 2:16:00 PB |
| 21    | Desmond Mokgobu                | Südafrika      | 2:16:14    |
| 22    | Mick Clohisey                  | Irland         | 2:16:21 SB |
| 23    | Valentin Pfeil                 | Österreich     | 2:16:28    |
| 24    | Remigijus Kančys               | Litauen        | 2:16:34    |
| 25    | Derlis Ayala                   | Paraguay       | 2:16:37 PB |
| 26    | Hiroto Inoue                   | Japan          | 2:16:54    |
| 27    | Ihor Russ                      | Ukraine        | 2:17:01 SB |
| 28    | Thonakal Gopi                  | Indien         | 2:17:13    |
| 29    | Mert Girmalegesse              | Türkei         | 2:17:36    |
| 30    | Mohamed Reda El Aaraby         | Marokko        | 2:17:50    |
| 31    | Andrew Davies                  | Großbritannien | 2:17:59    |
| 32    | Mikael Ekvall                  | Schweden       | 2:18:12 SB |
| 33    | Pardon Ndhlovu                 | Simbabwe       | 2:18:37 SB |
| 34    | Munkhbayar Narandulam          | Mongolei       | 2:18:42 PB |
| 35    | Namupala Reonard               | Namibia        | 2:18:51 SB |
| 36    | Jurij Russjuk                  | Ukraine        | 2:18:54 SB |
| 37    | Paulus Iiyambo                 | Namibia        | 2:19:45    |
| 38    | Stephano Gwandu Huche          | Tansania       | 2:20:05    |
| 39    | Josh Griffiths                 | Großbritannien | 2:20:06    |
| 40    | Tiidrek Nurme                  | Estland        | 2:20:41 SB |
| 41    | Ghebrezgiabhier Kibrom         | Eritrea        | 2:21:22    |
| 42    | Bobby Curtis                   | USA            | 2:21:22 SB |
| 43    | Robert Chemonges               | Uganda         | 2:21:24    |
| 44    | Happy Ndacha Mchelenje         | Malawi         | 2:21:39 PB |
| 45    | Jack Colreavy                  | Australien     | 2:21:44    |
| 46    | Tseweenrawdangiin Bjambadschaw | Mongolei       | 2:21:48    |
| 47    | Millen Matende                 | Simbabwe       | 2:21:52 SB |
| 48    | Bat-Otschiryn Ser-Od           | Mongolei       | 2:21:55    |
| 49    | Leslie Encina                  | Chile          | 2:22:10    |
| 50    | Hassan Chani                   | Bahrain        | 2:22:19    |
| 51    | Ignas Brasevičius              | Litauen        | 2:22:20 SB |
| 52    | David Nilsson                  | Schweden       | 2:22:53    |
| 53    | Roman Fosti                    | Estland        | 2:23:28 SB |
| 54    | Thomas Toth                    | Kanada         | 2:23:47    |
| 55    | Manuel Cabrera                 | Chile          | 2:24:08    |
| 56    | Dawit Charasischwili           | Georgien       | 2:24:24    |
| 57    | Segundo Jami                   | Ecuador        | 2:24:28    |
| 58    | José Amado García              | Guatemala      | 2:25:03    |
| 59    | Kim Hyo-su                     | Südkorea       | 2:25:08    |
| 60    | Brad Milosevic                 | Australien     | 2:25:14    |
| 61    | David Carver                   | Mauritius      | 2:25:45 SB |
| 62    | Girmaw Amare                   | Israel         | 2:26:37    |
| 63    | Sean Hehir                     | Irland         | 2:27:33    |
| 64    | Yu Seung-yeop                  | Südkorea       | 2:29:06    |
| 65    | Shin Kwang-sik                 | Südkorea       | 2:29:52    |
| 66    | Rok Puhar                      | Slowenien      | 2:33:12    |
| 67    | Juan Carlos Trujillo           | Guatemala      | 2:33:42 SB |
| 68    | Luis Alberto Orta              | Venezuela      | 2:33:42 PB |
| 69    | Luis Carlos Rivero             | Guatemala      | 2:41:39    |
| 70    | Ricardo Ramos                  | Mexiko         | 2:41:50 SB |
| 71    | Abraham Niyonkuru              | Burundi        | 2:42:27    |
| DNF   | Jorge Castelblanco             | Panama         |            |
| DNF   | Jean-Pierre Castro             | Peru           |            |
| DNF   | Anuradha Cooray                | Sri Lanka      |            |
| DNF   | Nicolás Cuestas                | Uruguay        |            |
| DNF   | Abdelhadi El Hachimi           | Belgien        |            |
| DNF   | Iván Fernández                 | Spanien        |            |
| DNF   | Eric Gillis                    | Kanada         |            |
| DNF   | Josh Harris                    | Australien     |            |
| DNF   | Marius Ionescu                 | Rumänien       |            |
| DNF   | Stefano La Rosa                | Italien        |            |
| DNF   | Ayad Lamdassem                 | Spanien        |            |
| DNF   | Raúl Machacuay                 | Peru           |            |
| DNF   | Augustus Maiyo                 | USA            |            |
| DNF   | Mariano Mastromarino           | Argentinien    |            |
| DNF   | Tsepo Mathibelle               | Lesotho        |            |
| DNF   | Amanuel Mesel                  | Eritrea        |            |
| DNF   | Ercan Muslu                    | Türkei         |            |
| DNF   | Lebenya Nkoka                  | Lesotho        |            |
| DNF   | Cuthbert Nyasango              | Simbabwe       |            |
| DNF   | Sibusiso Nzima                 | Südafrika      |            |
| DNF   | Bhumiraj Rai                   | Nepal          |            |
| DNF   | Ricardo Ribas                  | Portugal       |            |
| DNF   | Aguelmis Rojas                 | Uruguay        |            |
| DNF   | Marhu Teferi                   | Israel         |            |
| DNF   | Yemane Tsegay                  | Äthiopien      |            |
| DNF   | Enzo Yáñez                     | Chile          |            |
| DNF   | Valērijs Žolnerovičs           | Lettland       |            |
| DNS   | Lusapho April                  | Südafrika      |            |
| DNS   | Mumin Gala                     | Dschibuti      |            |

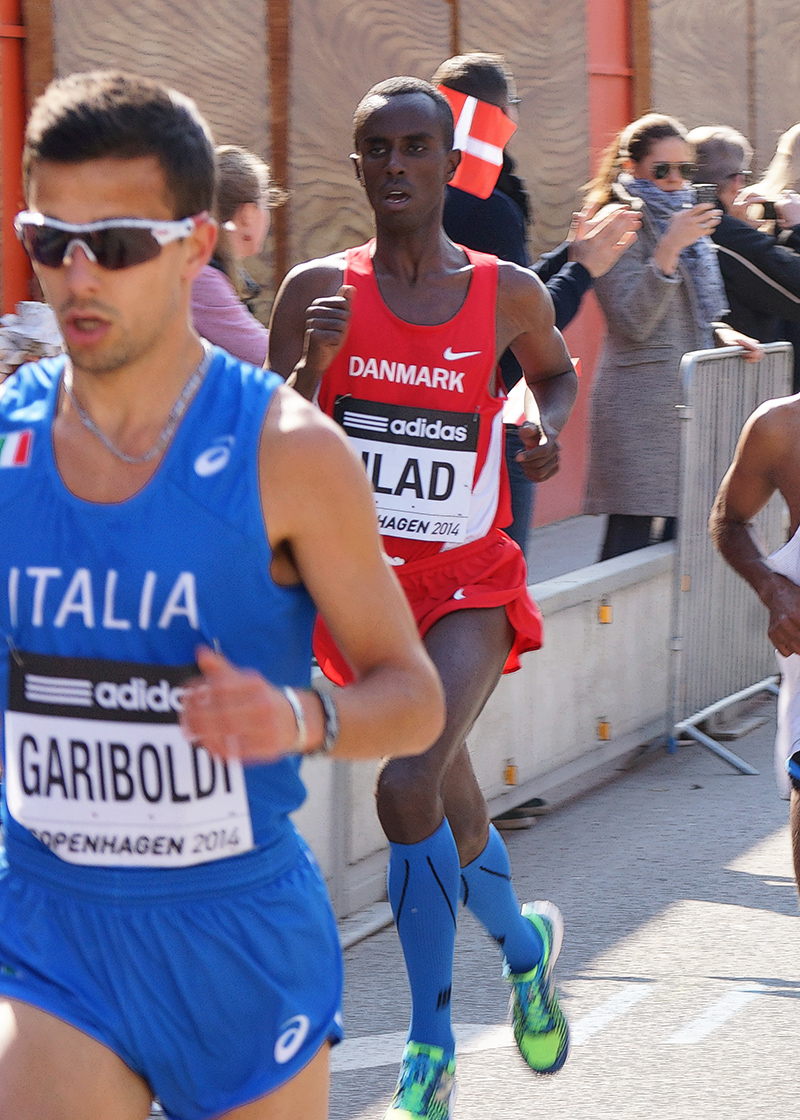
Abdi Ukad, Dänemark – Platz dreizehn
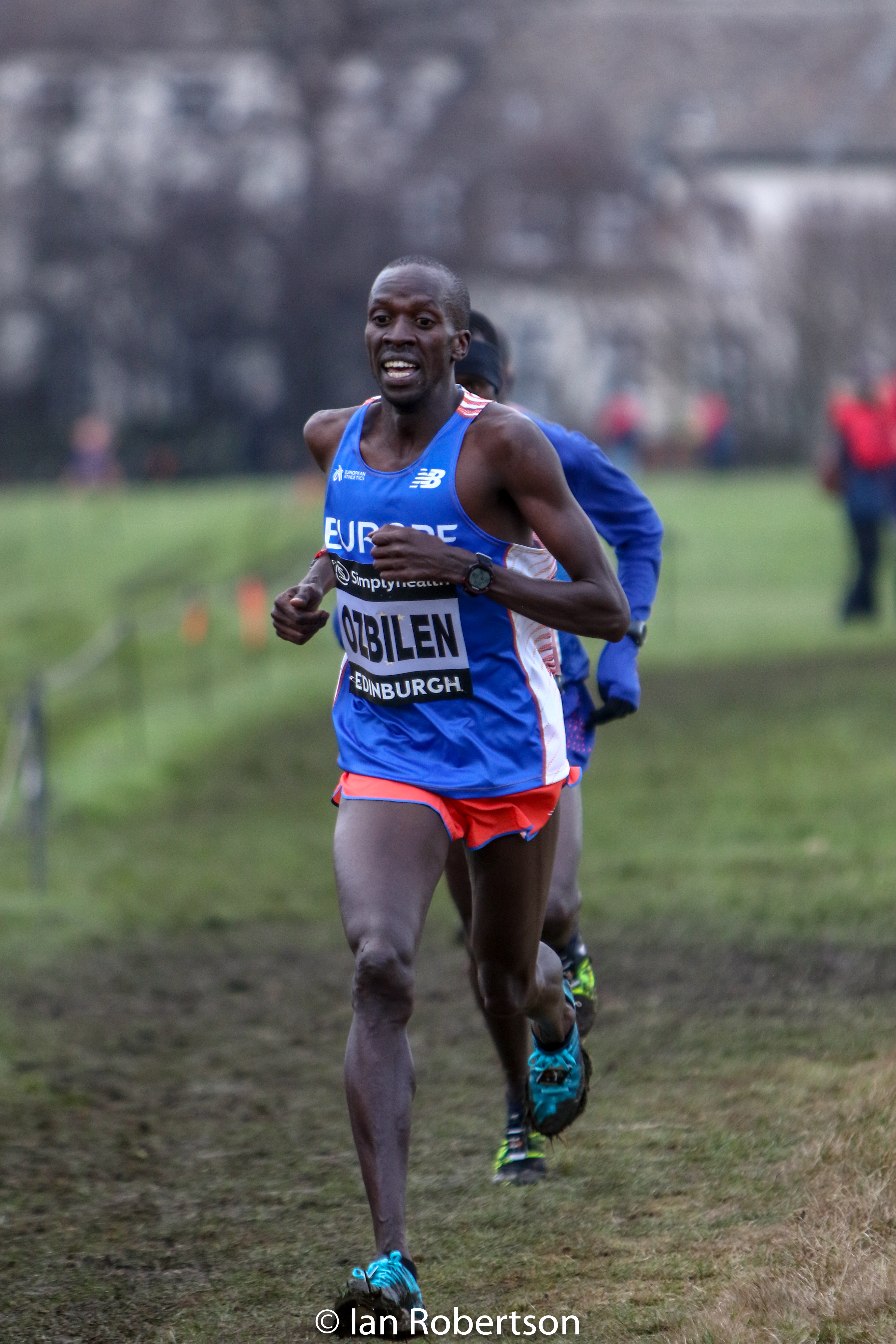
Kaan Özbilen, Türkei – Platz vierzehn
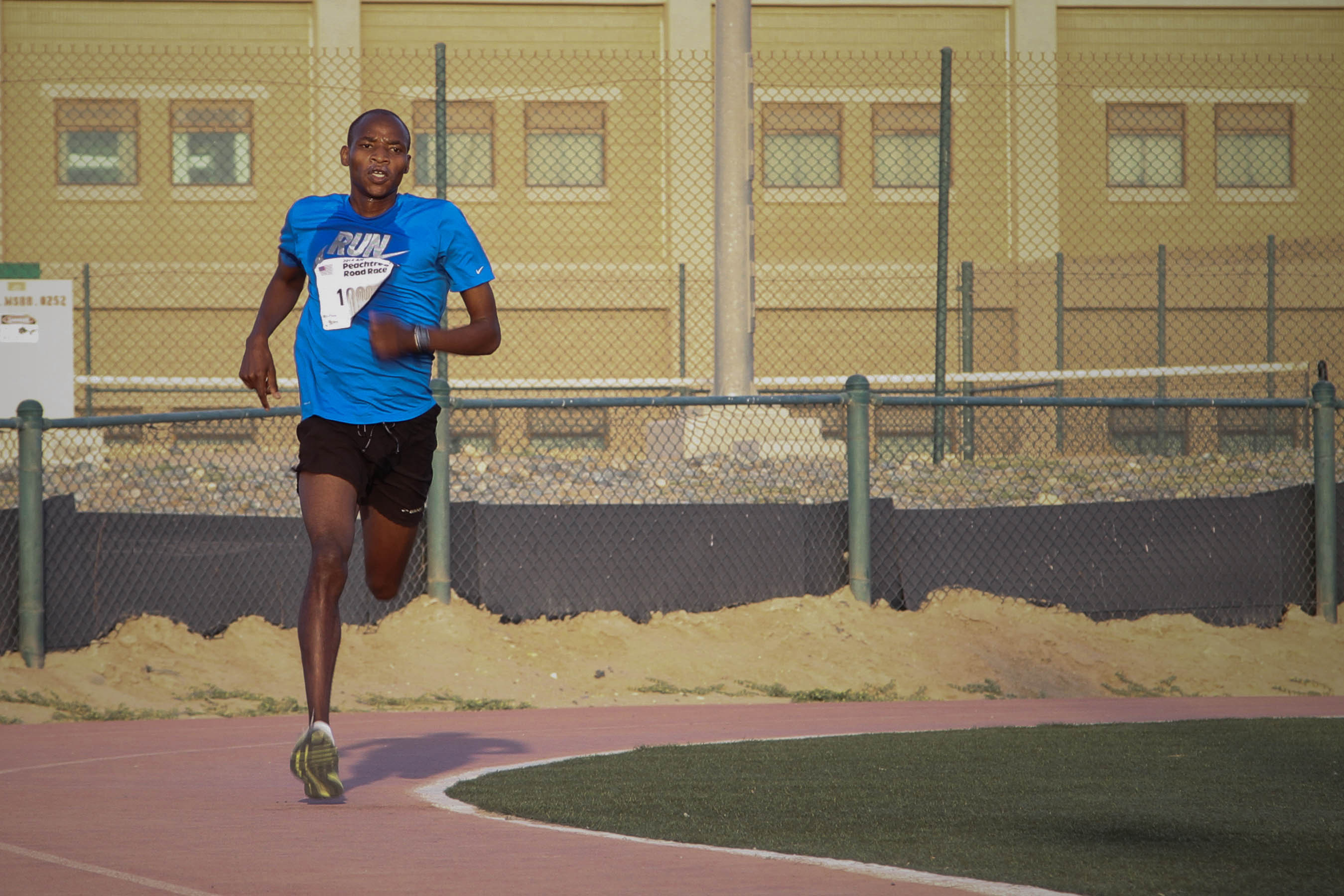
Elkanah Kibet, USA – Platz sechzehn
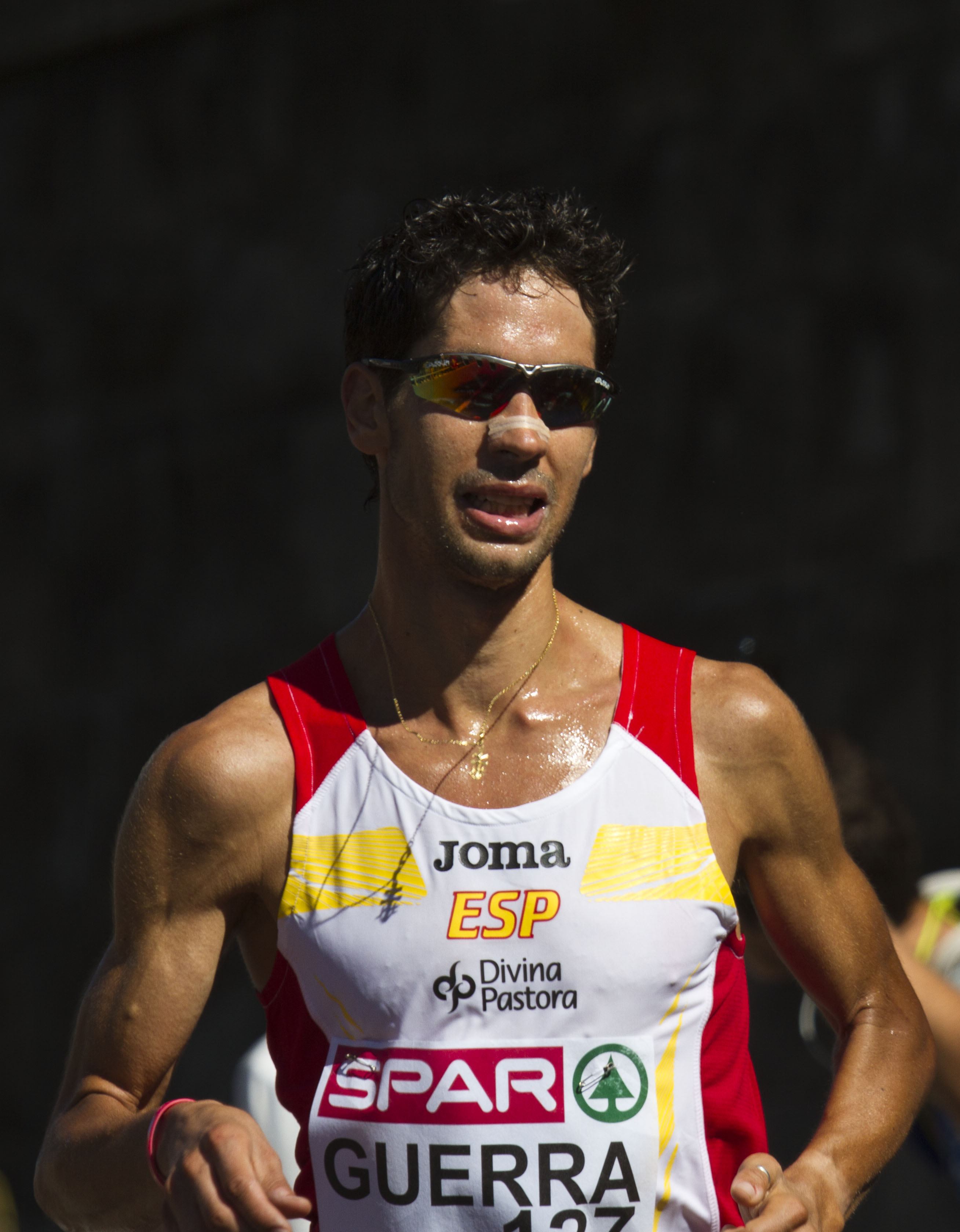
Javier Guerra, Spanien – Platz siebzehn
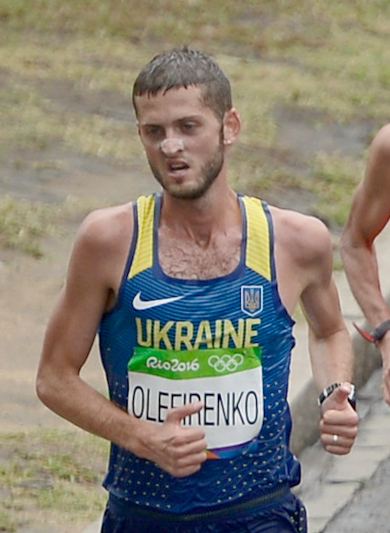
Ihor Olefirenko, Ukraine – Platz achtzehn
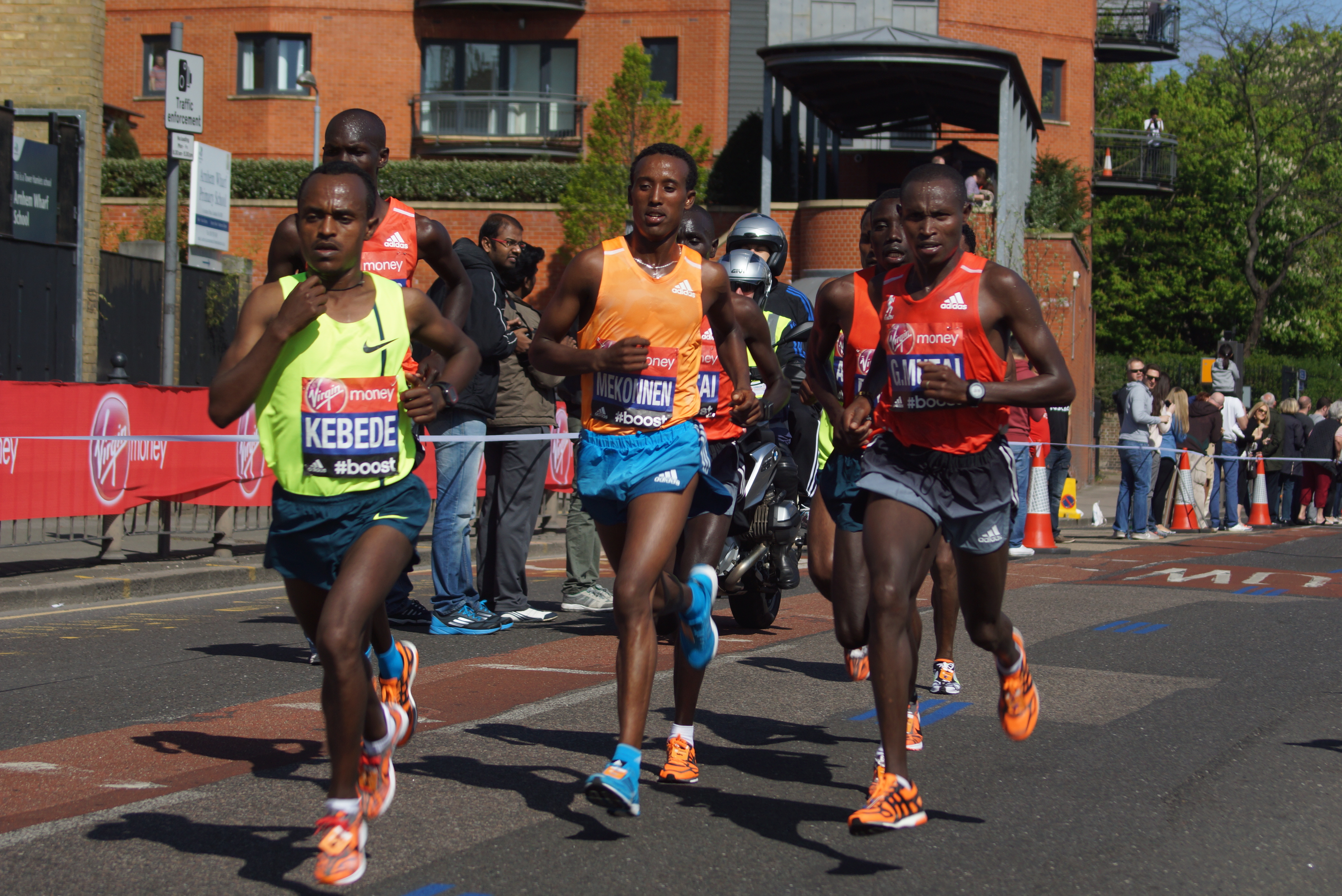
Tsegaye Mekonnen, Äthiopien (Mitte, im orangefarbenen Trikot) – Platz neunzehn
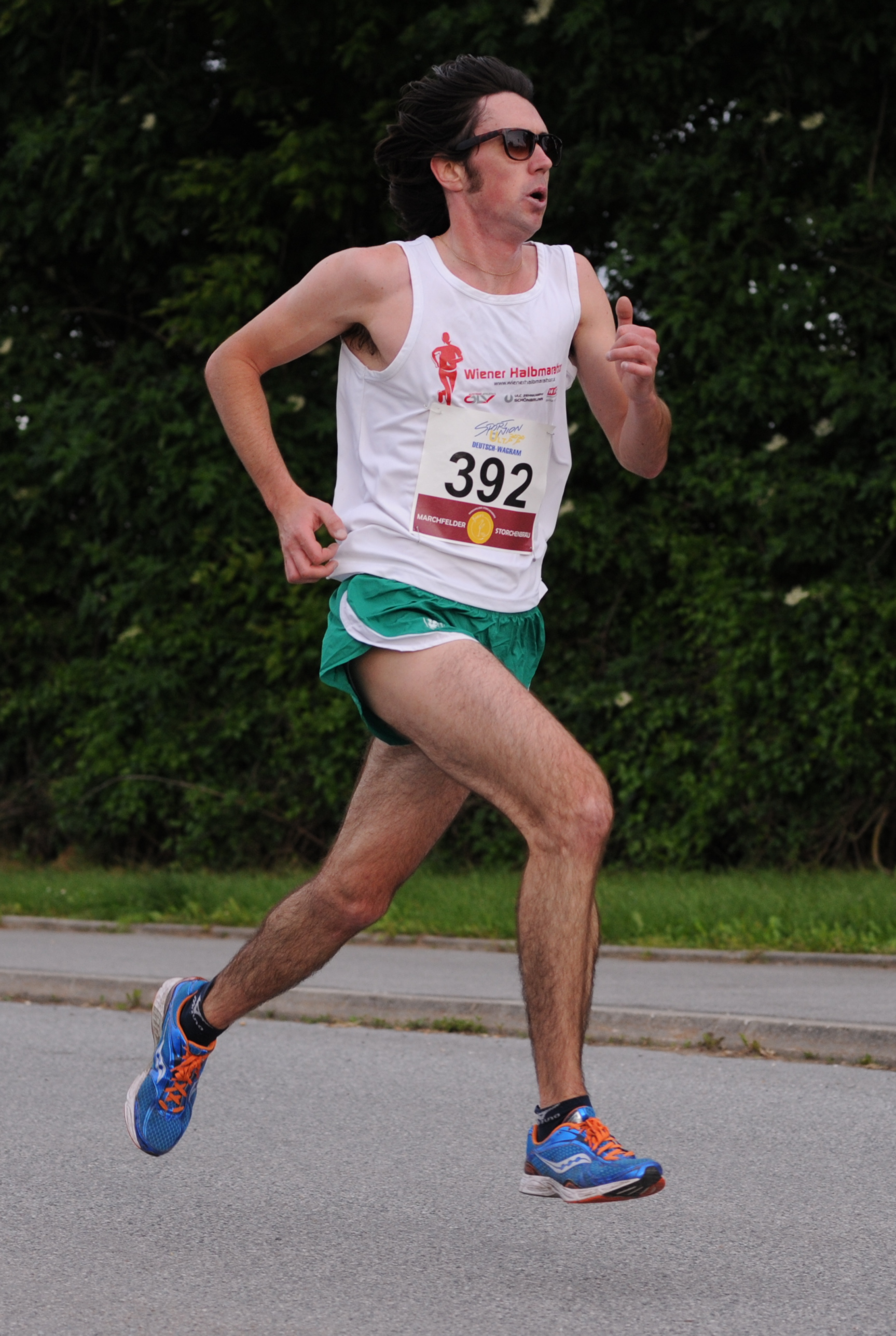
Mick Clohisey, Irland – Platz 22
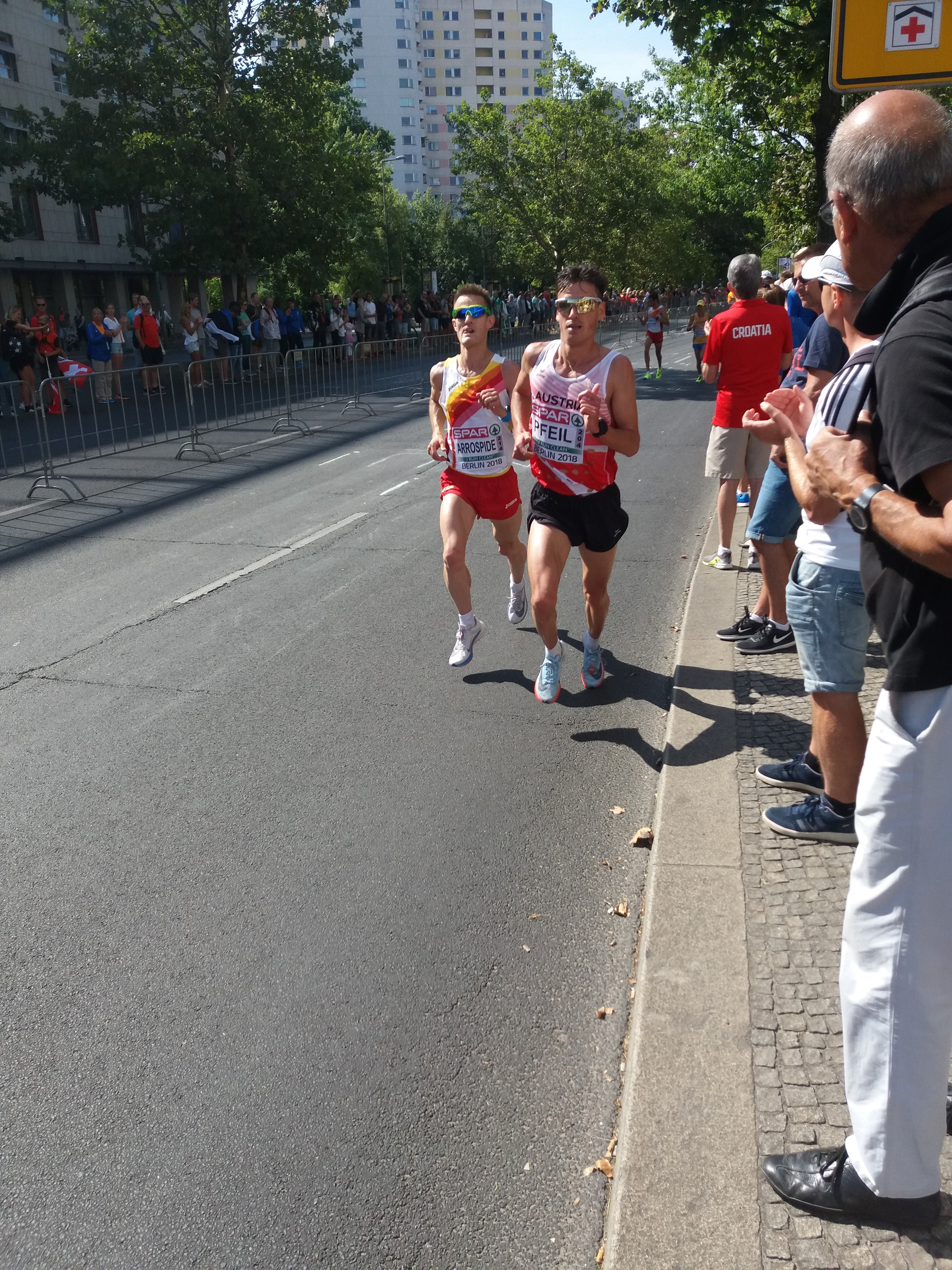
Valentin Pfeil, Österreich (als Führender, rechts) – Platz 23
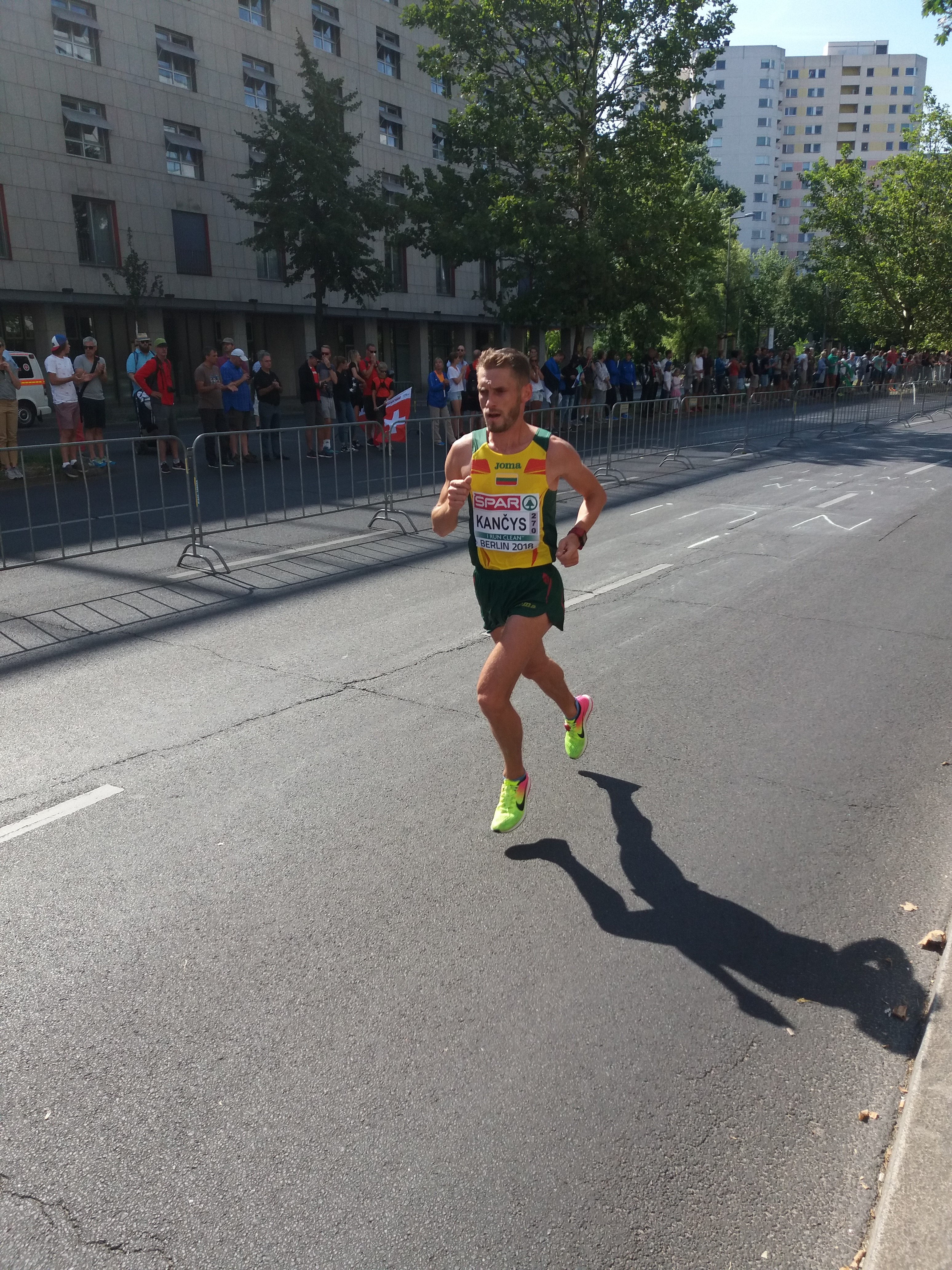
Remigijus Kančys, Litauen – Platz 24
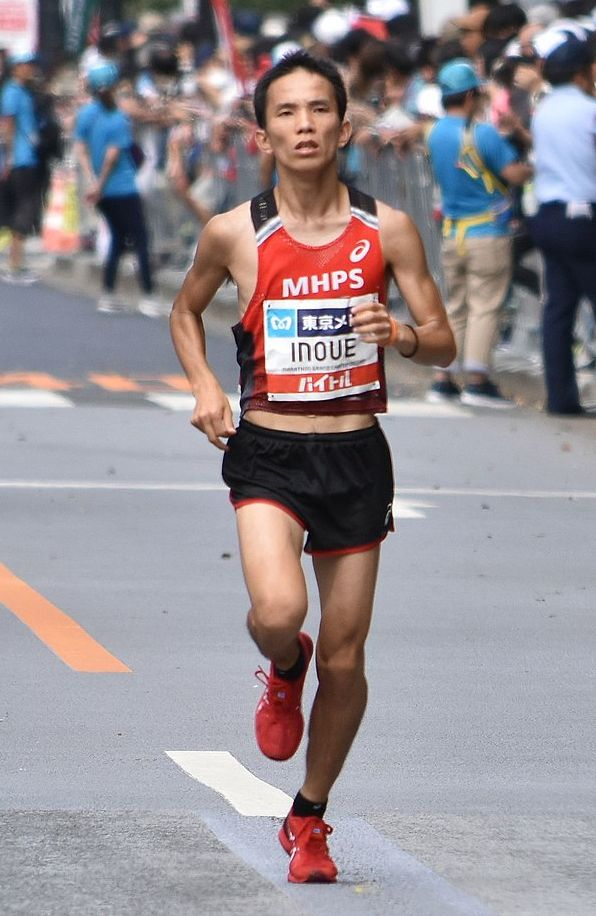
Hiroto Inoue, Japan – Platz 26
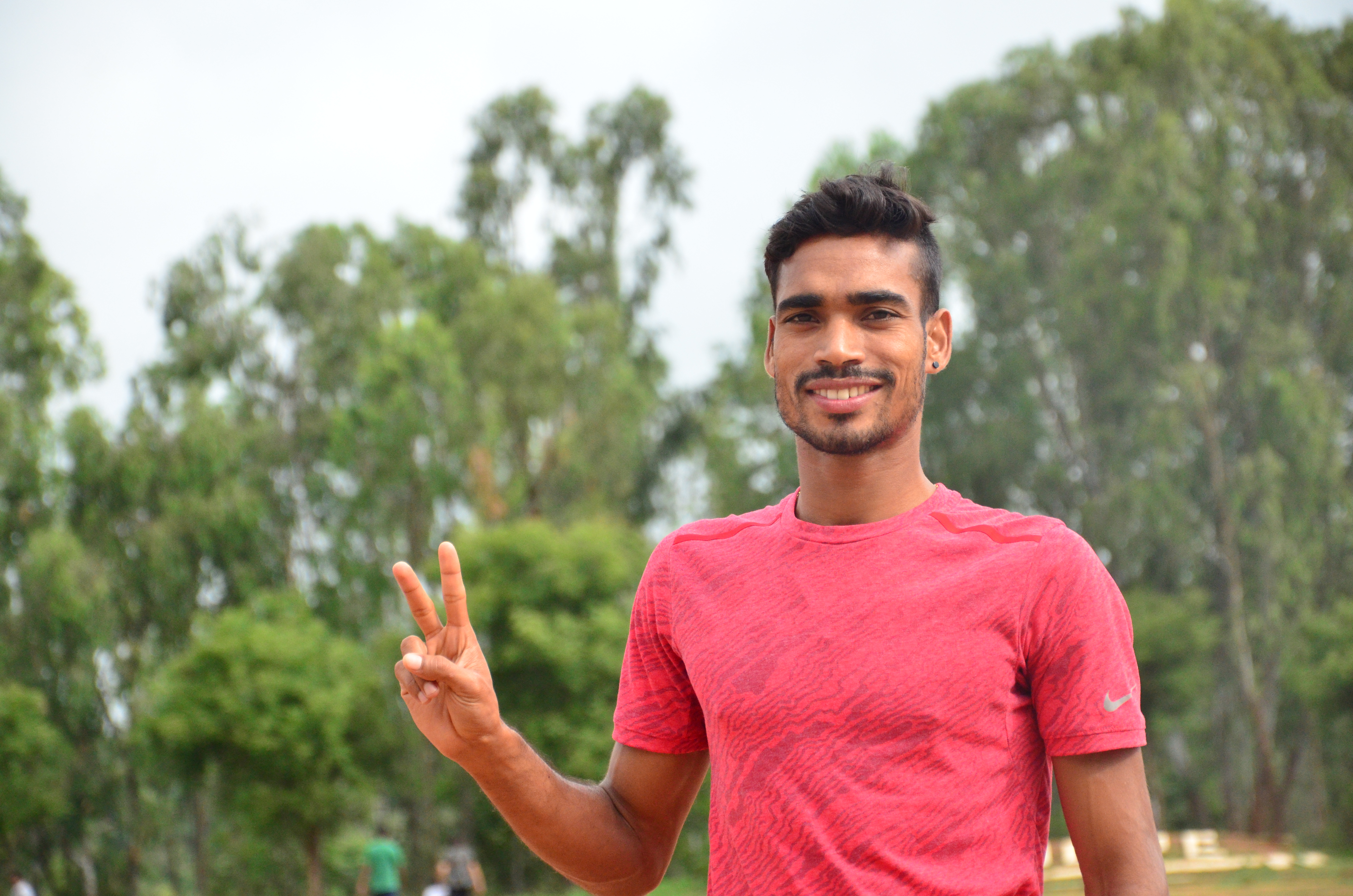
Thonakal Gopi, Indien – Platz 28
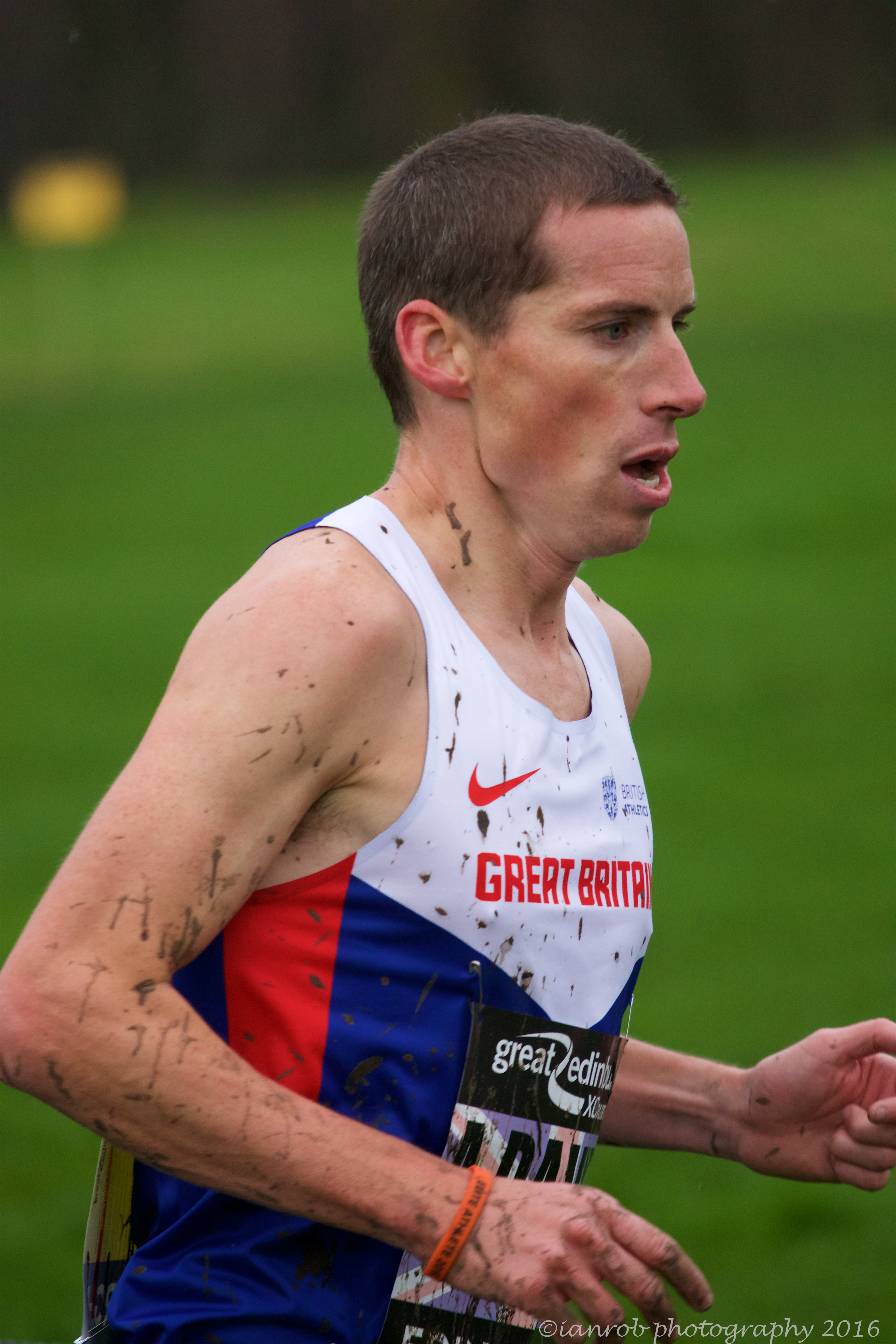
Andrew Davies, Großbritannien – Platz 31
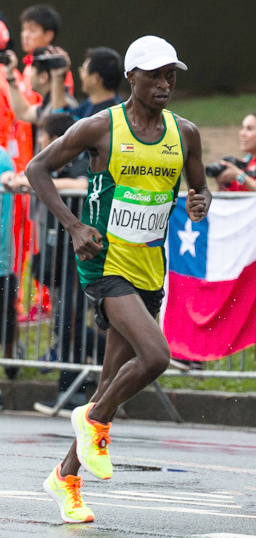
Pardon Ndhlovu, Simbabwe – Platz 33
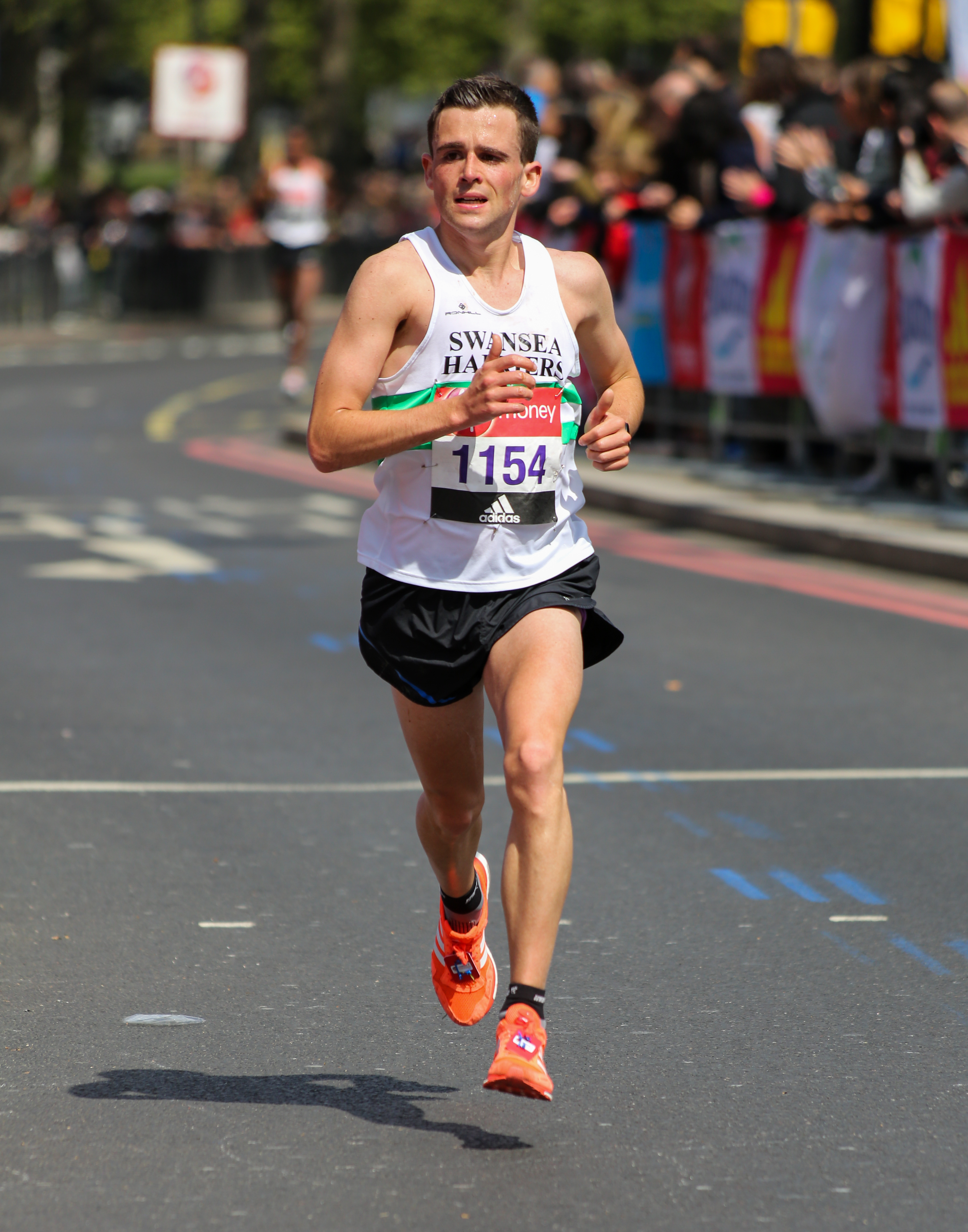
Josh Griffiths, Großbritannien – Platz 39
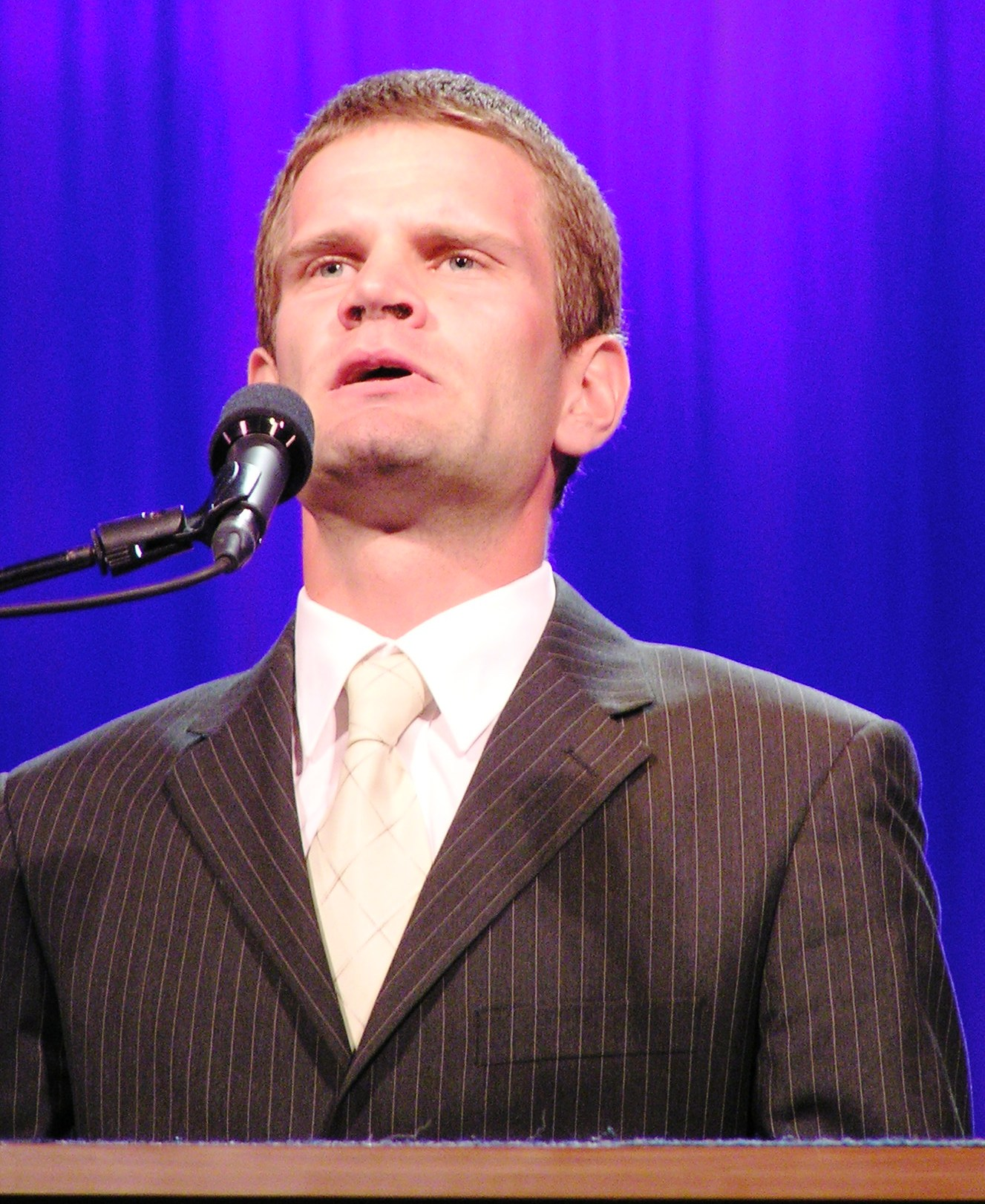
Tiidrek Nurme, Estland – Platz vierzig
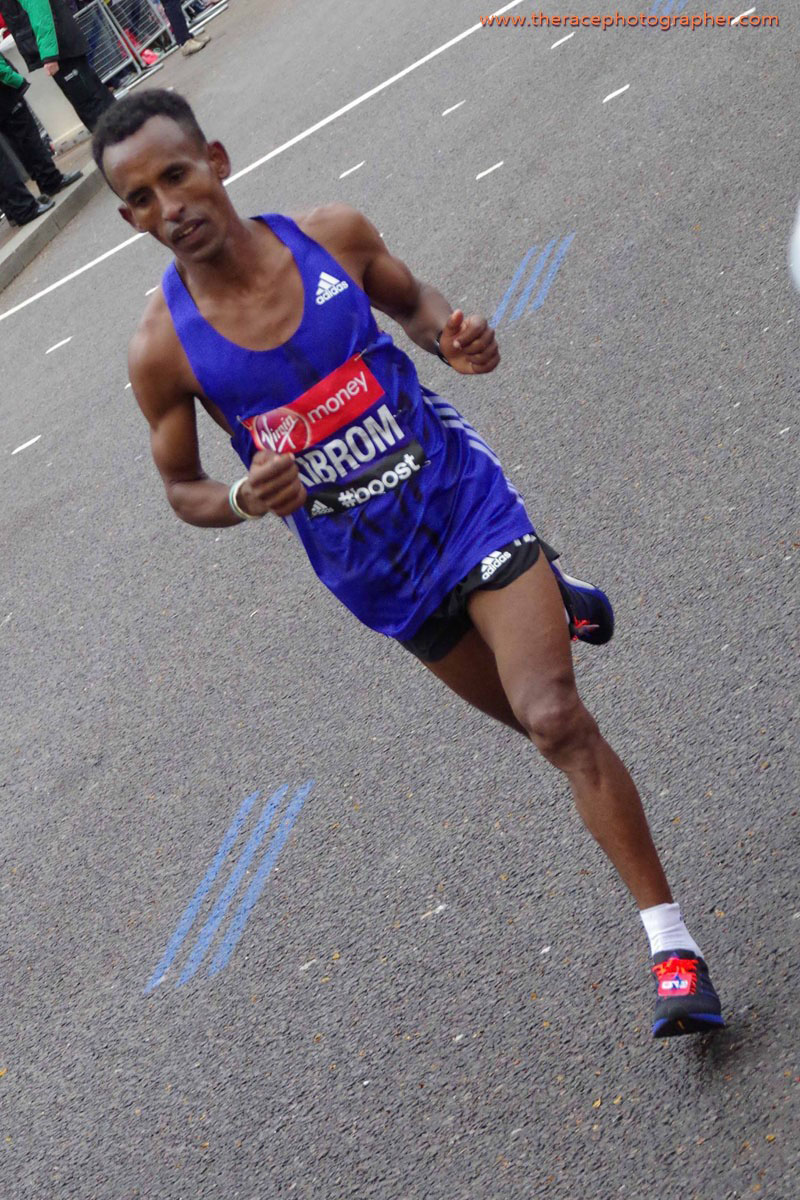
Ghebrezgiabhier Kibrom, Eritrea – Platz 41
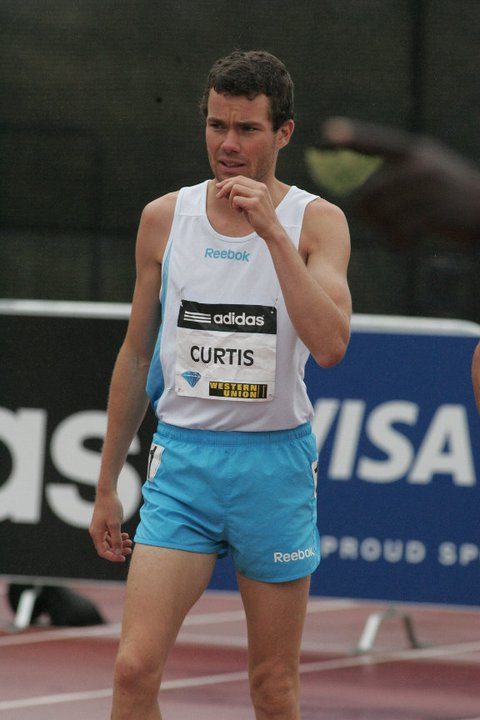
Bobby Curtis, USA – Platz 42
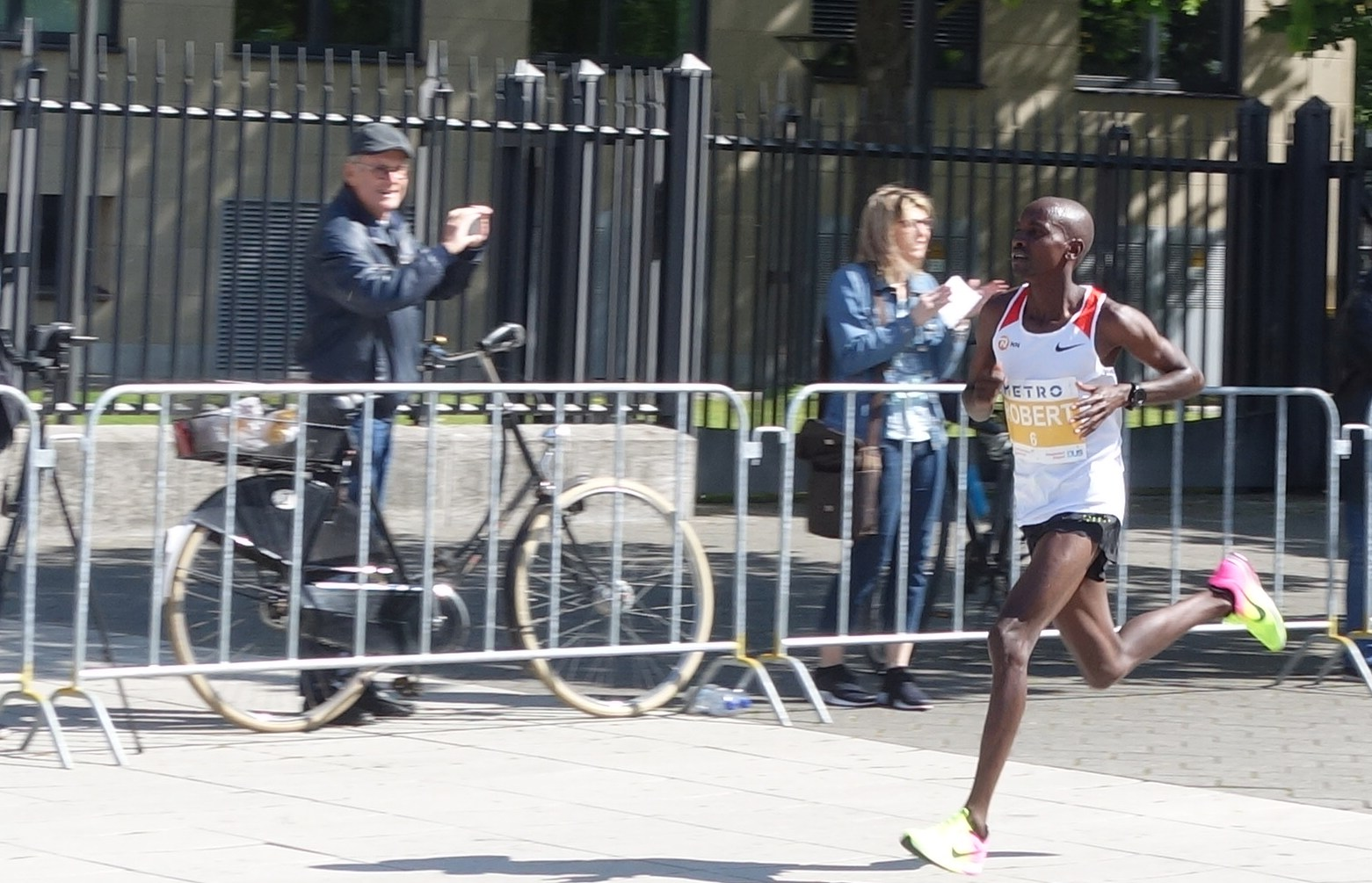
Robert Chemonges, Uganda – Platz 43
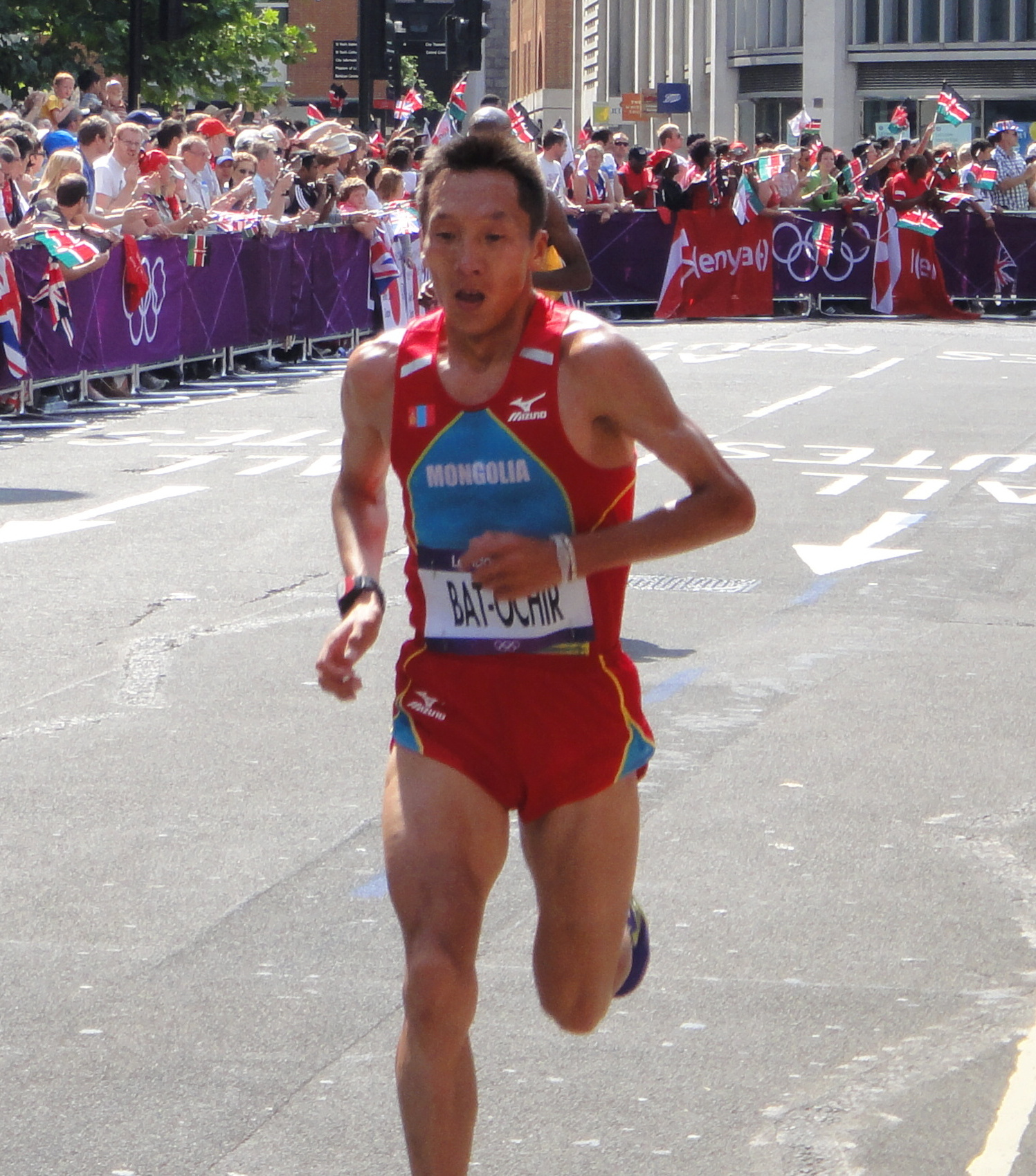
Ser-Od Bat-Ochir, Mongolei – Platz 48
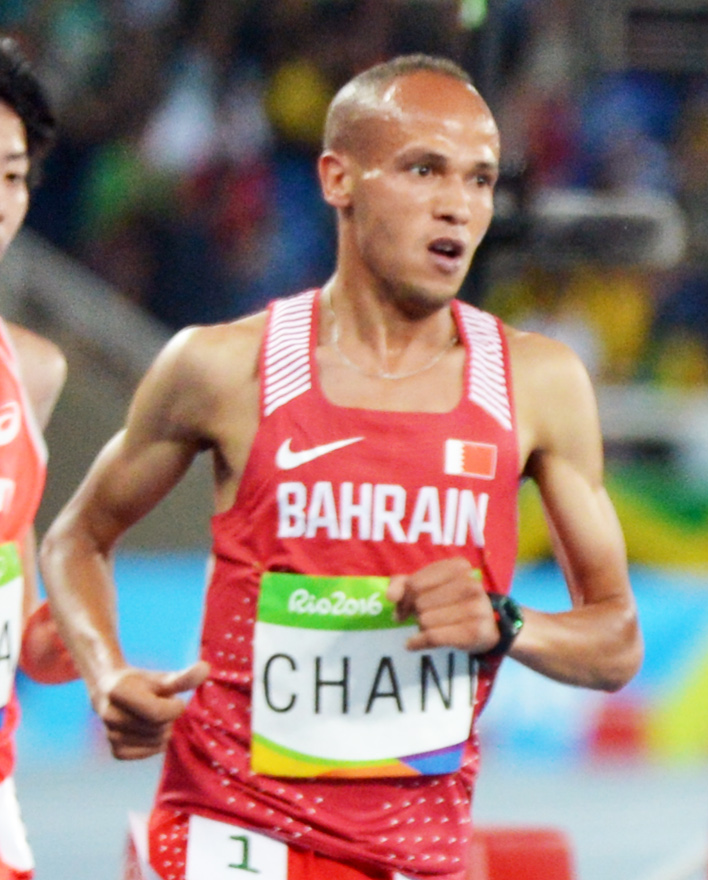
Hassan Chani, Bahrain – Platz fünfzig
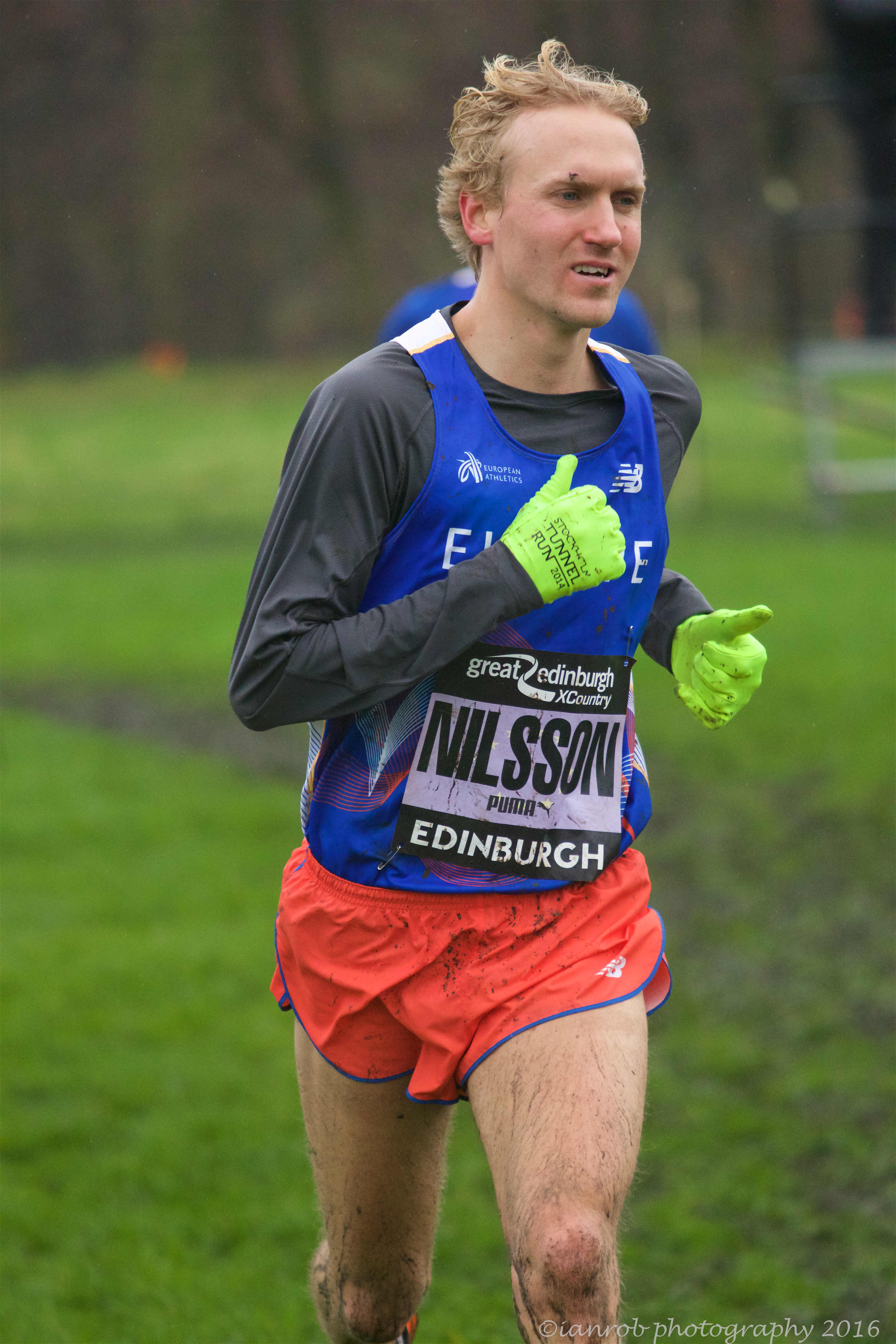
David Nilsson, Schweden – Platz 52
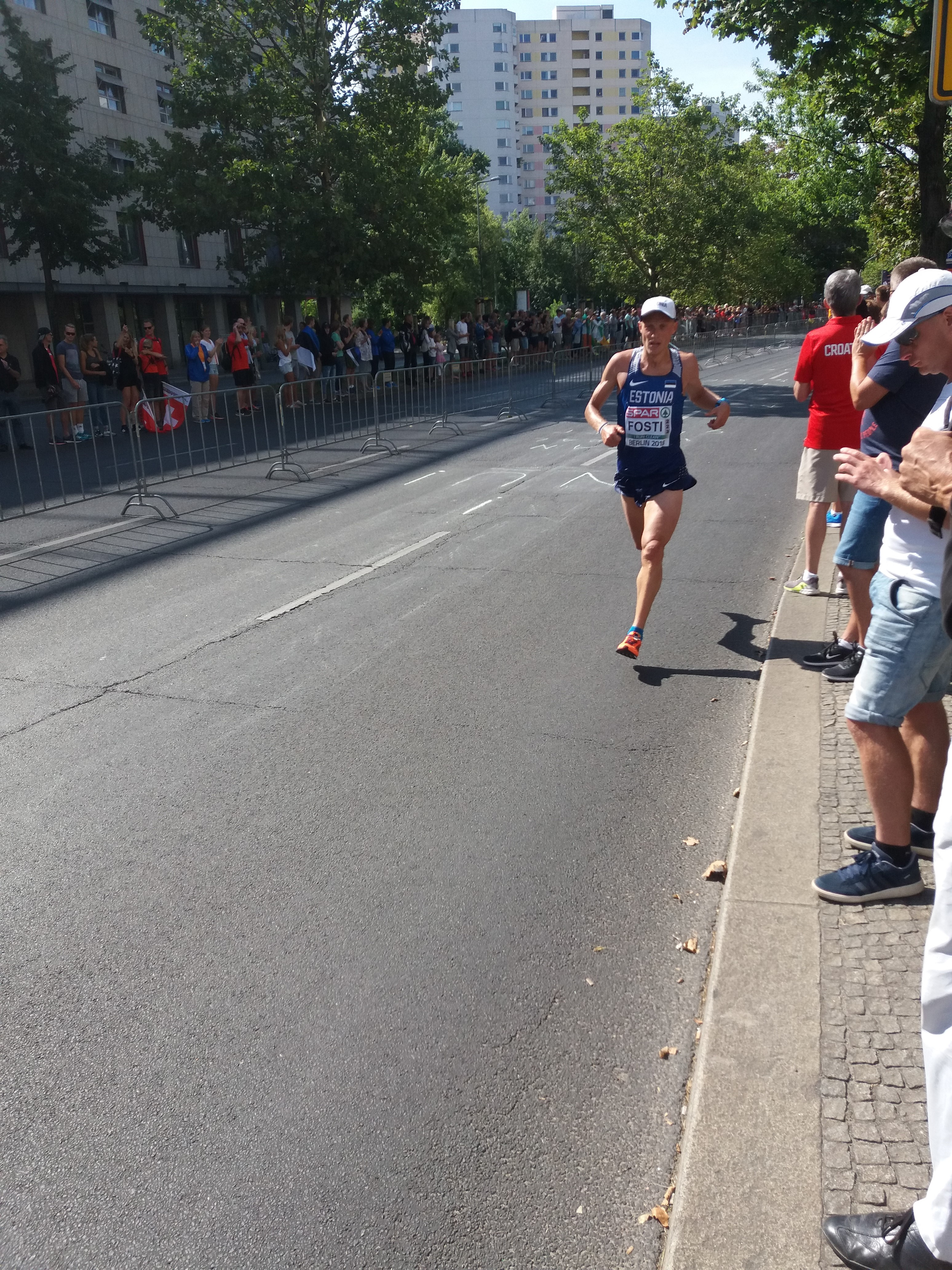
Roman Fosti, Estland – Platz 53
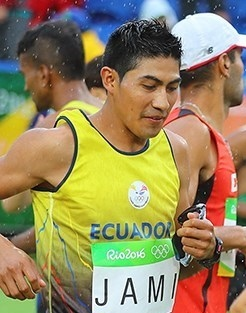
Segundo Jami, Ecuador – Platz 57
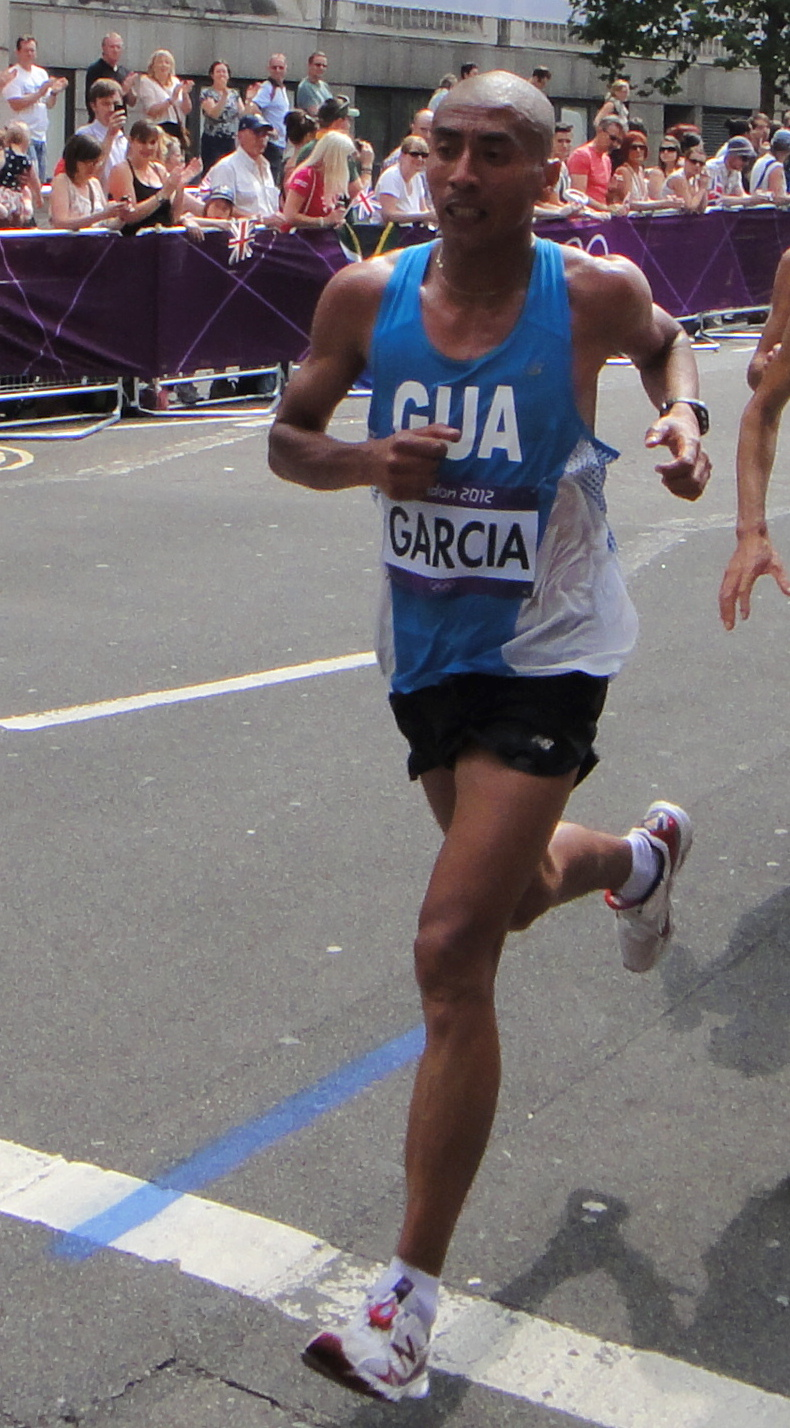
José García, Guatemala – Platz 58
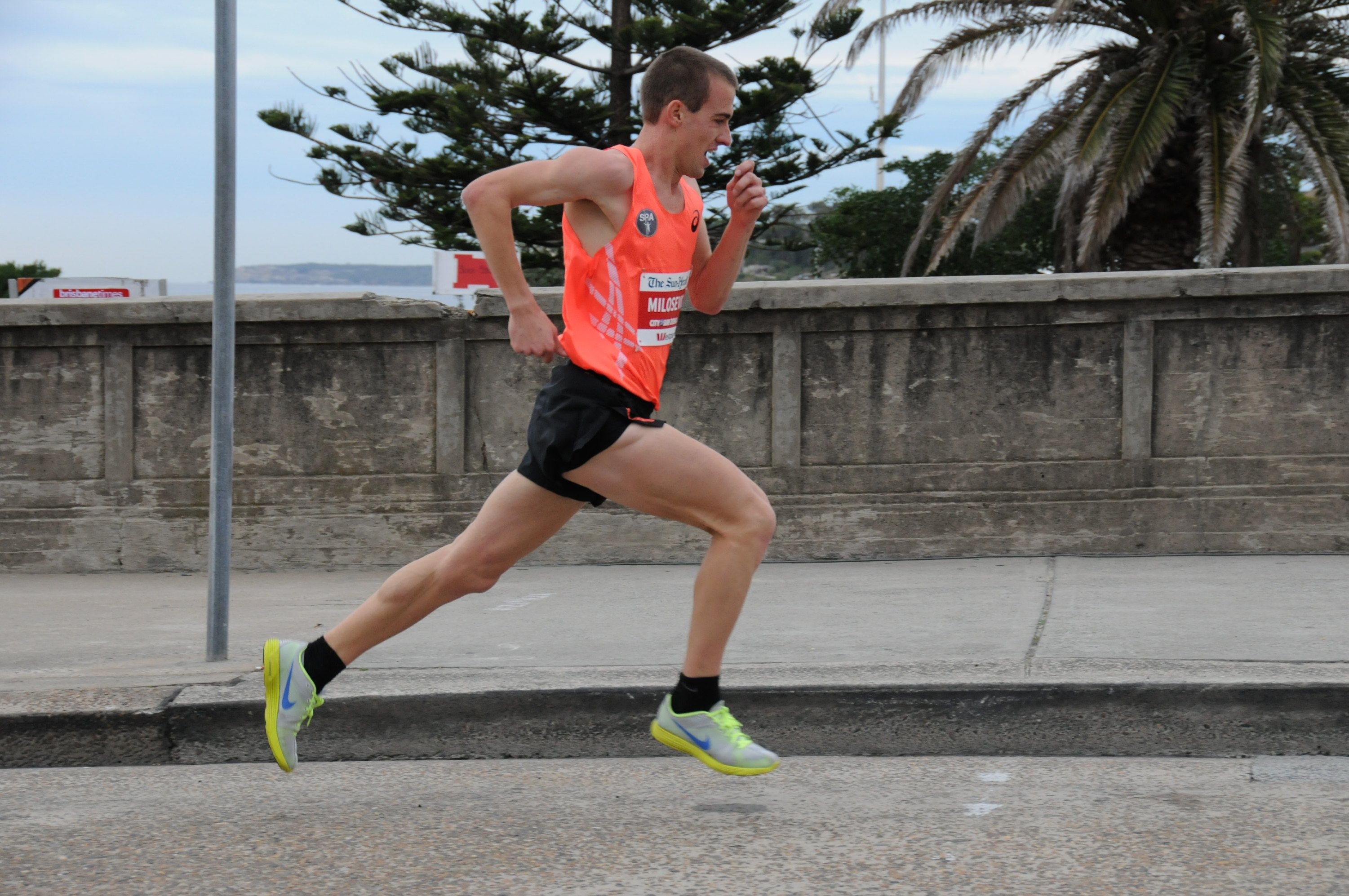
Brad Milosevic, Australien – Platz sechzig
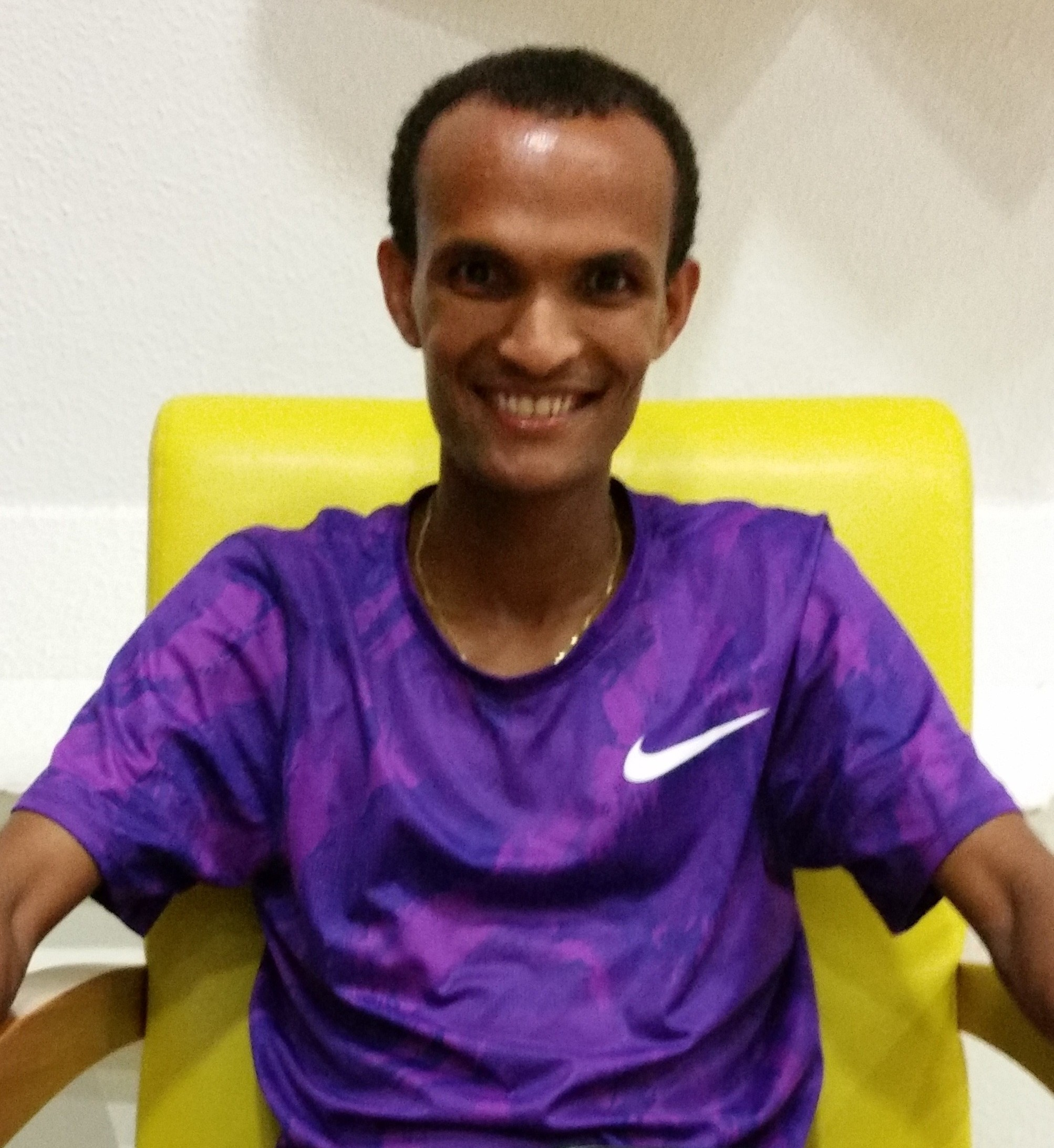
Girmaw Amare, Israel – Platz 62
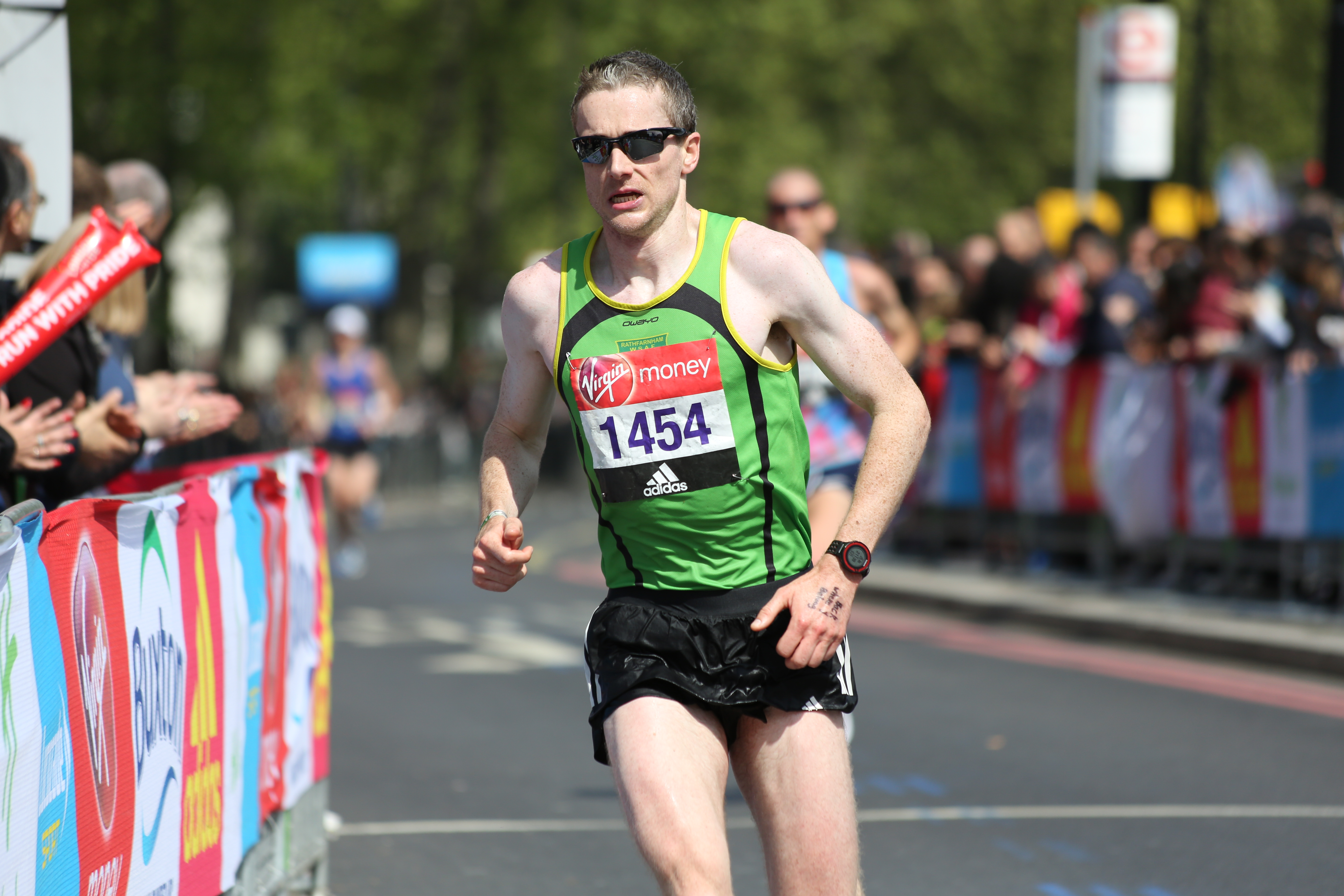
Sean Hehir, Irland – Platz 63
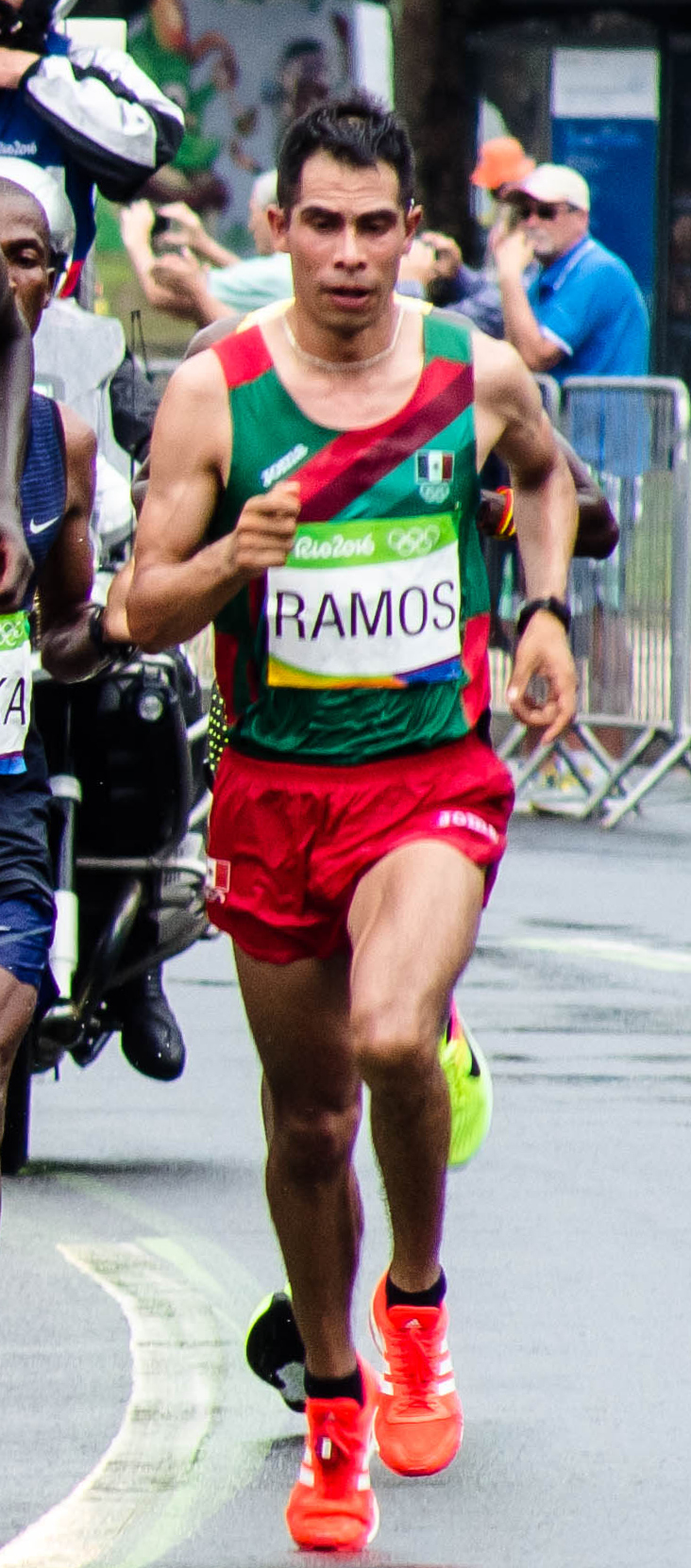
Ricardo Ramos, Mexiko – Platz siebzig
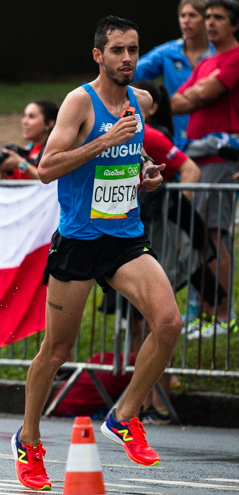
Nicolás Cuestas, Uruguay – aufgegeben
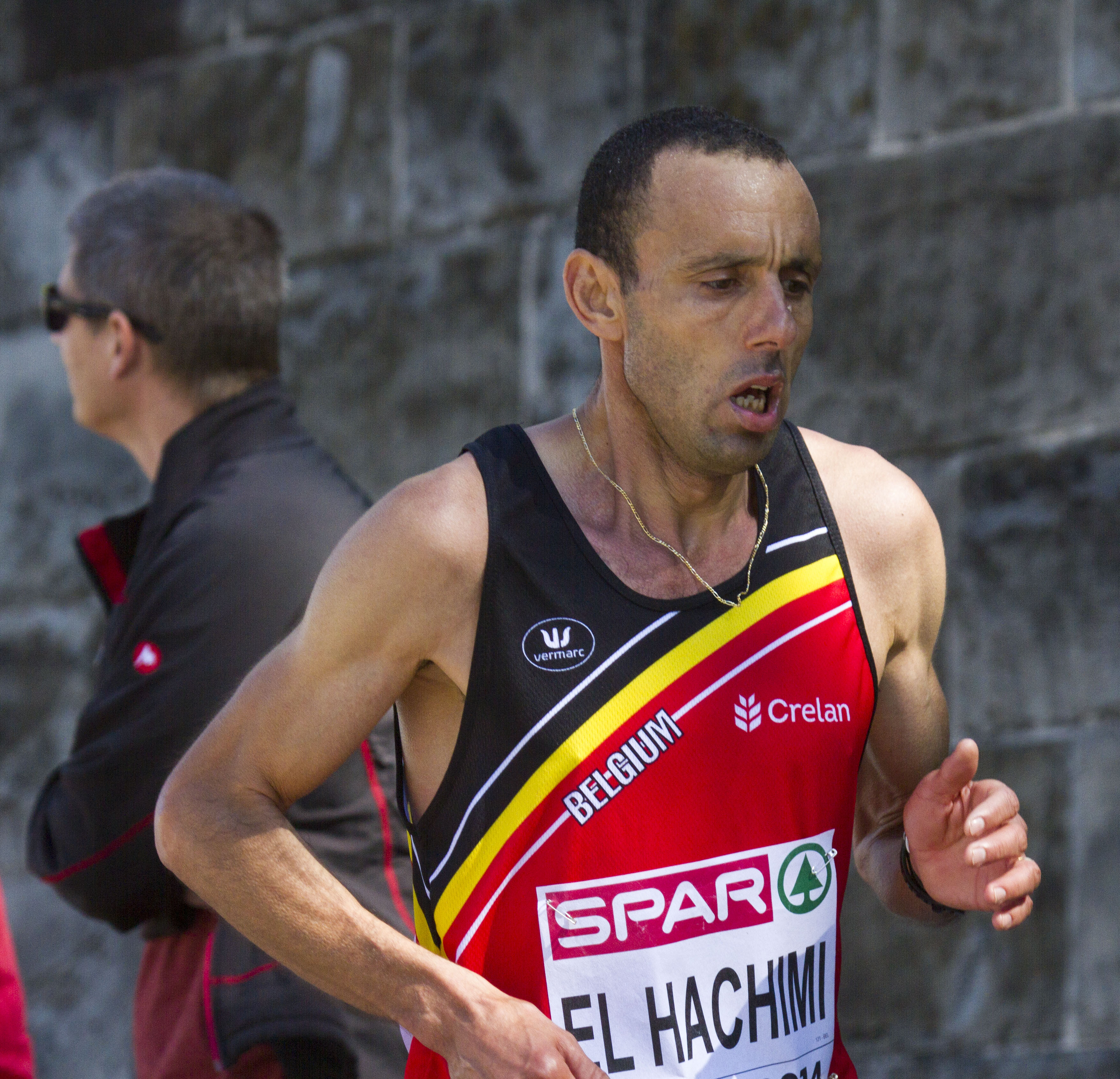
Abdelhadi El Hachimi, Belgien – aufgegeben
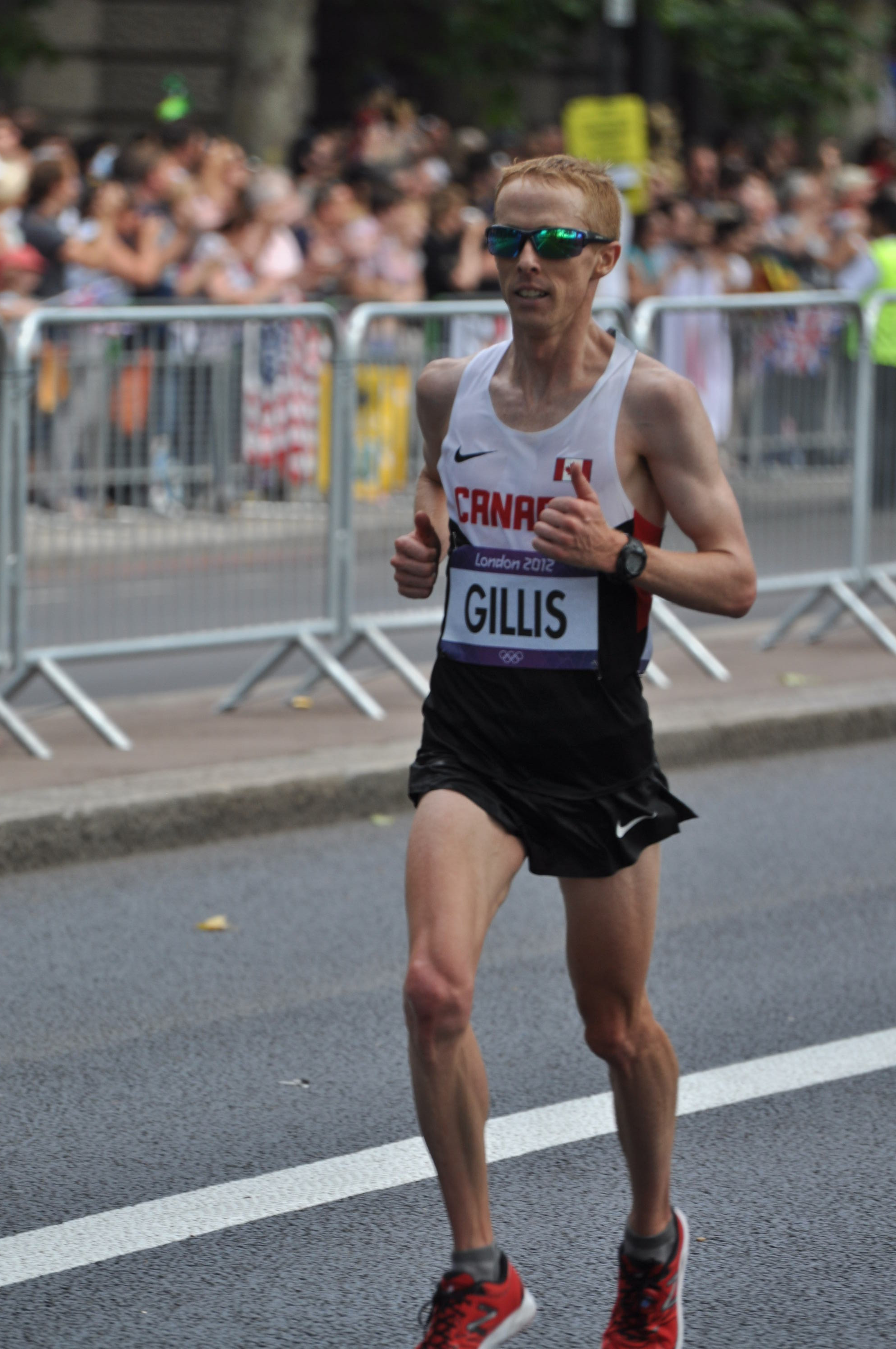
Eric Gillis, Kanada – aufgegeben
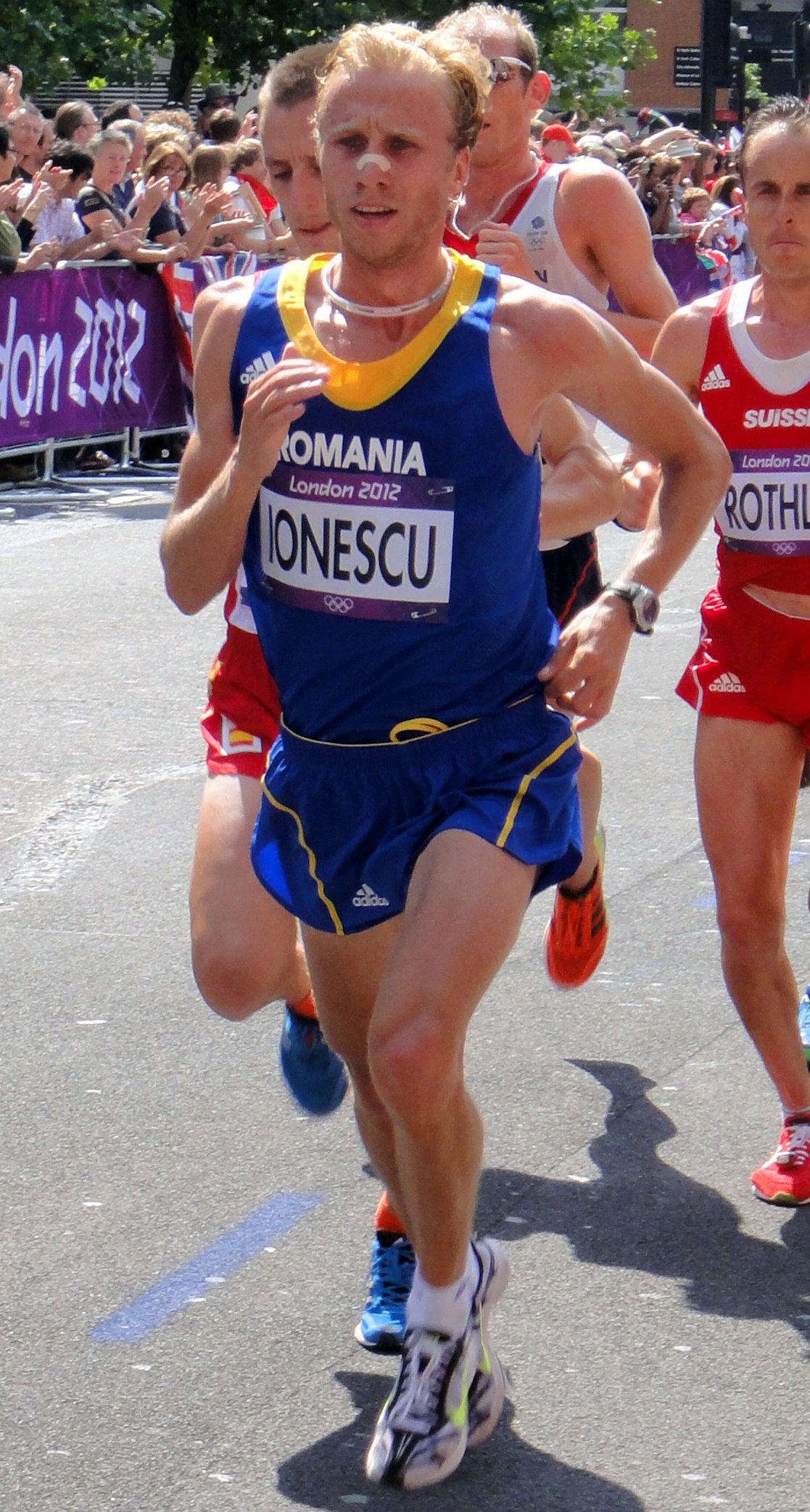
Marius Ionescu, Rumänien – aufgegeben
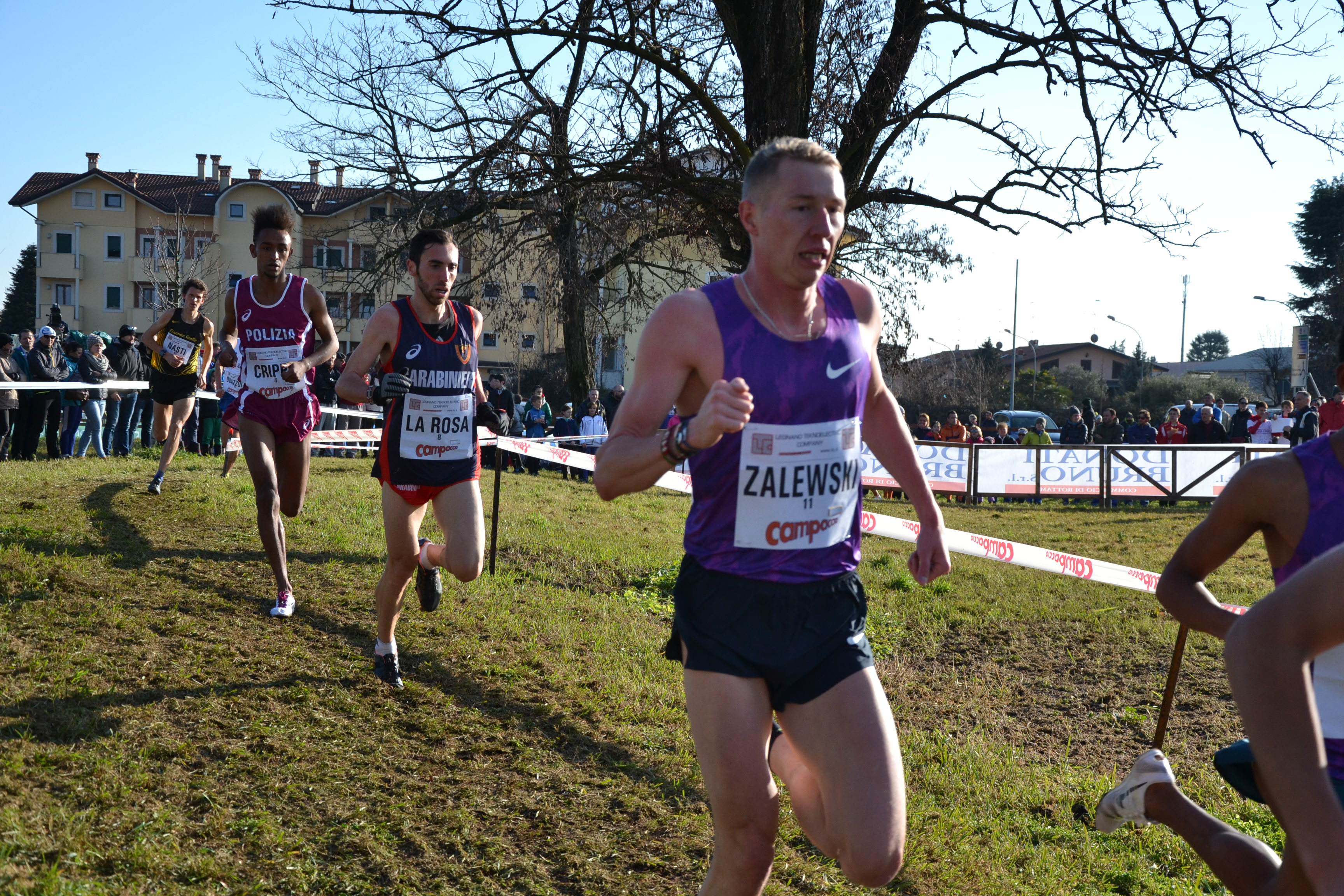
Stefano La Rosa (Mitte), Italien – aufgegeben
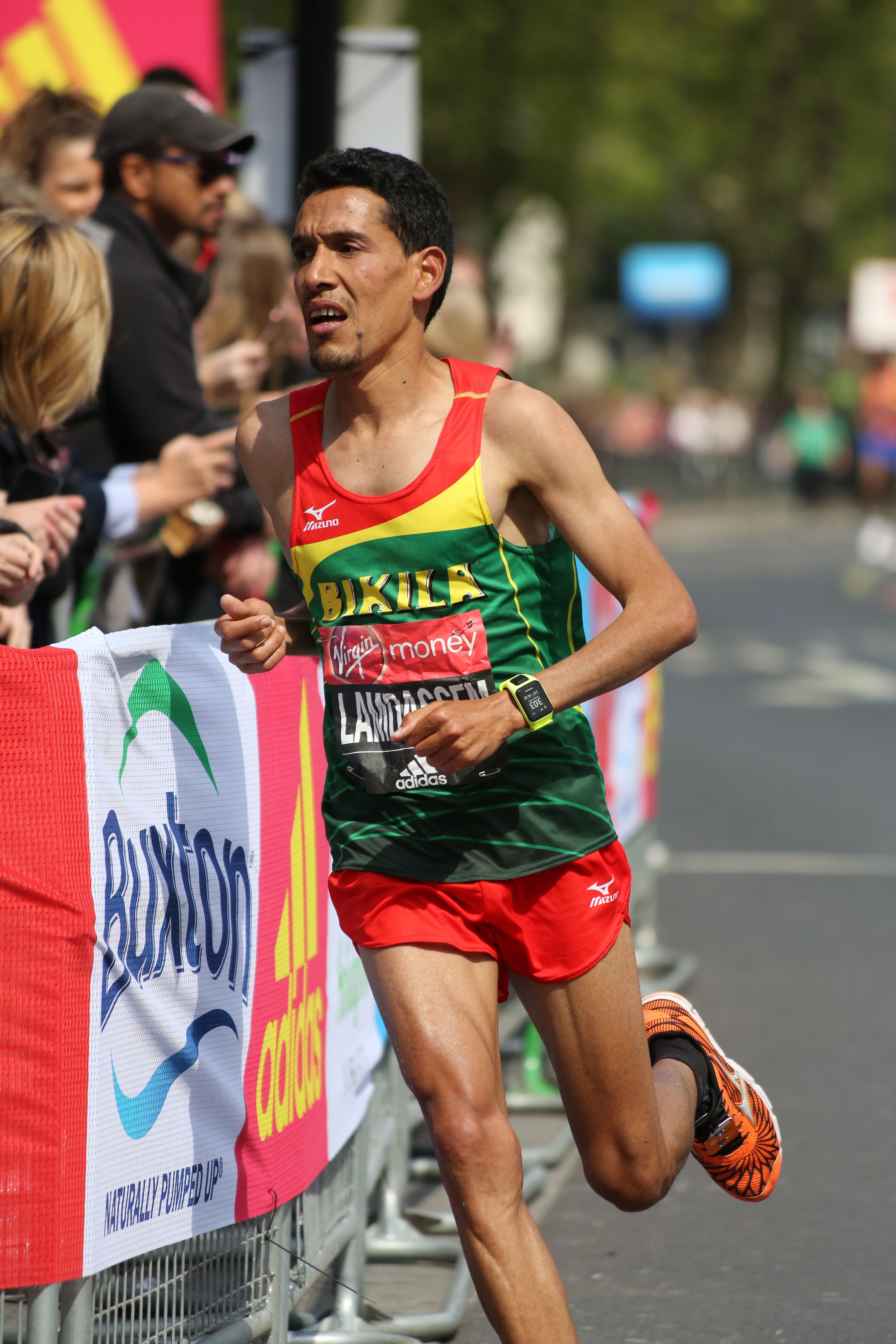
Ayad Lamdassem, Spanien – aufgegeben
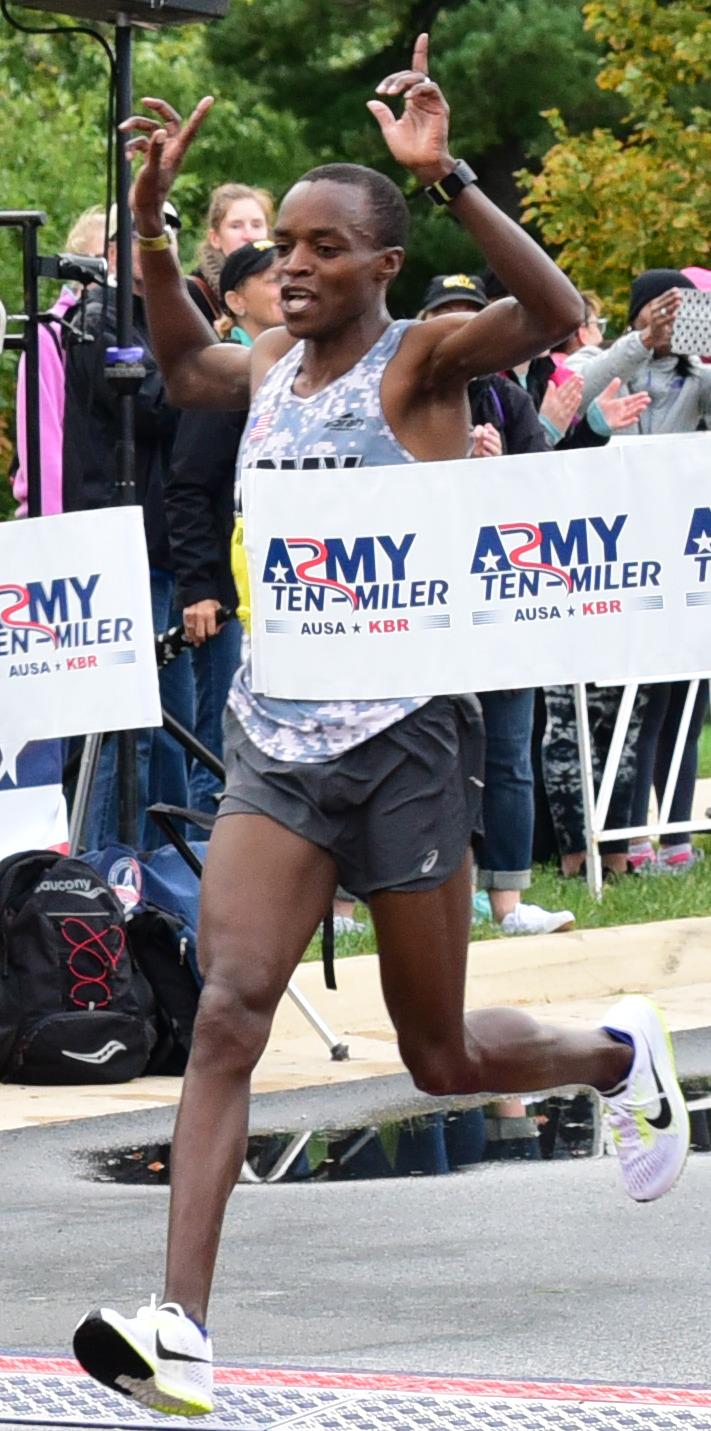
Augustus Maiyo, USA – aufgegeben
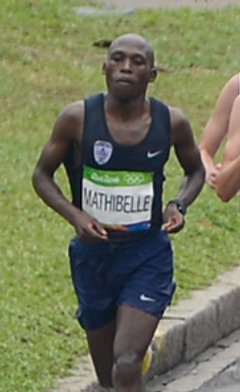
Tsepo Mathibelle, Lesotho – aufgegeben
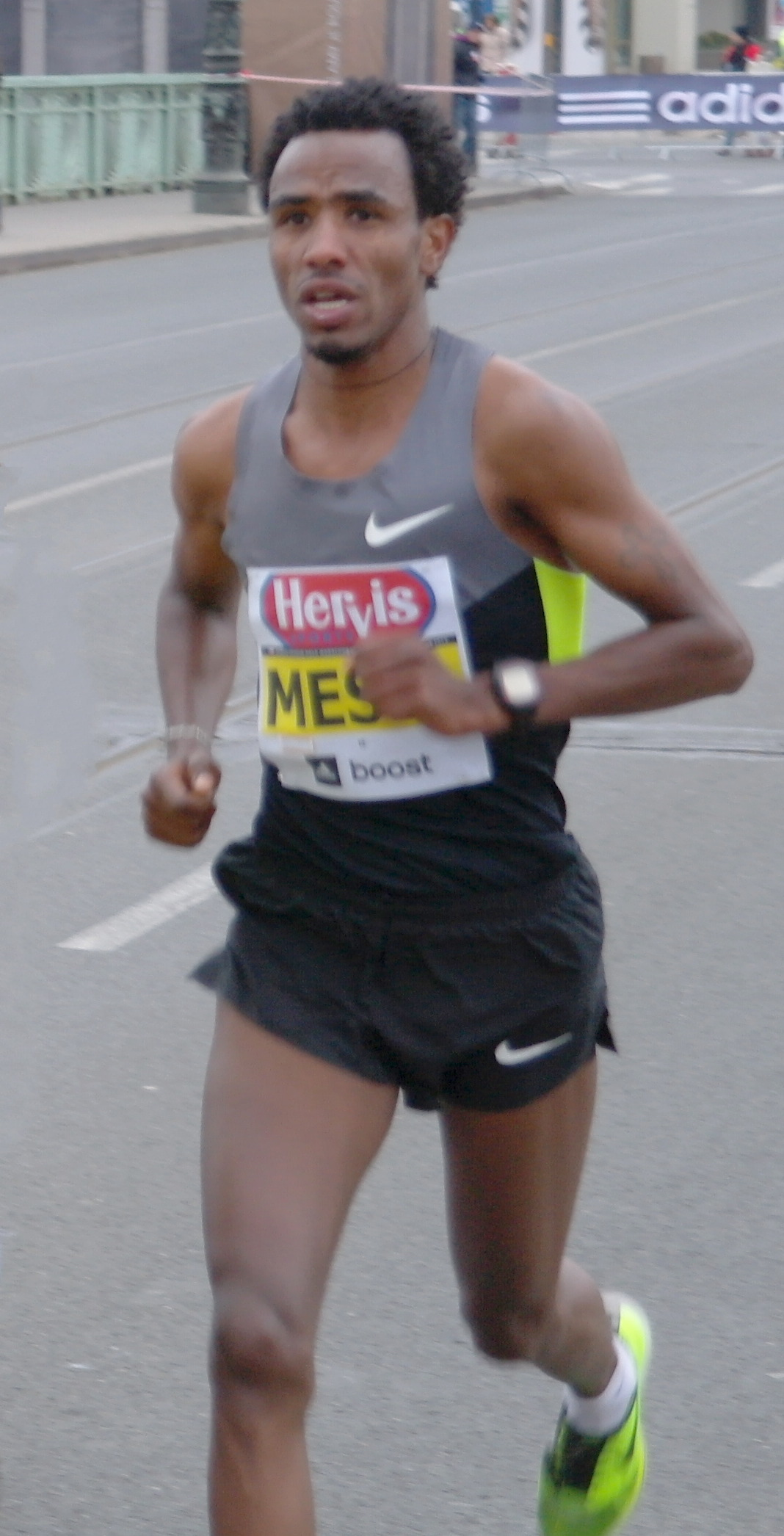
Amanuel Mesel, Eritrea – aufgegeben
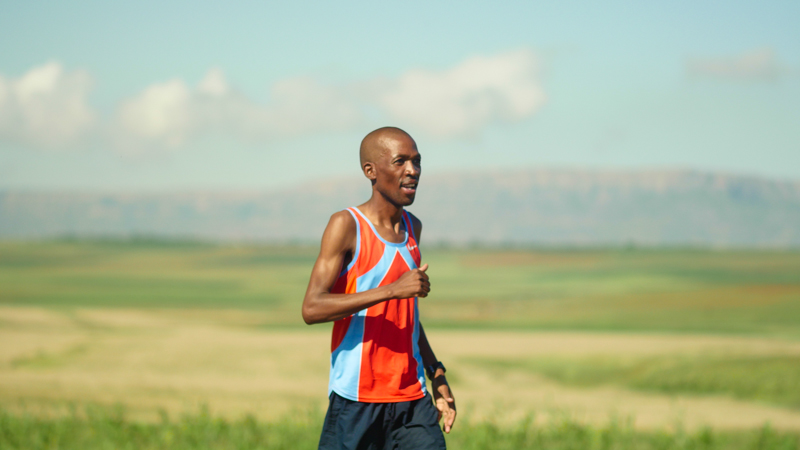
Lebenya Nkoka, Lesotho – aufgegeben
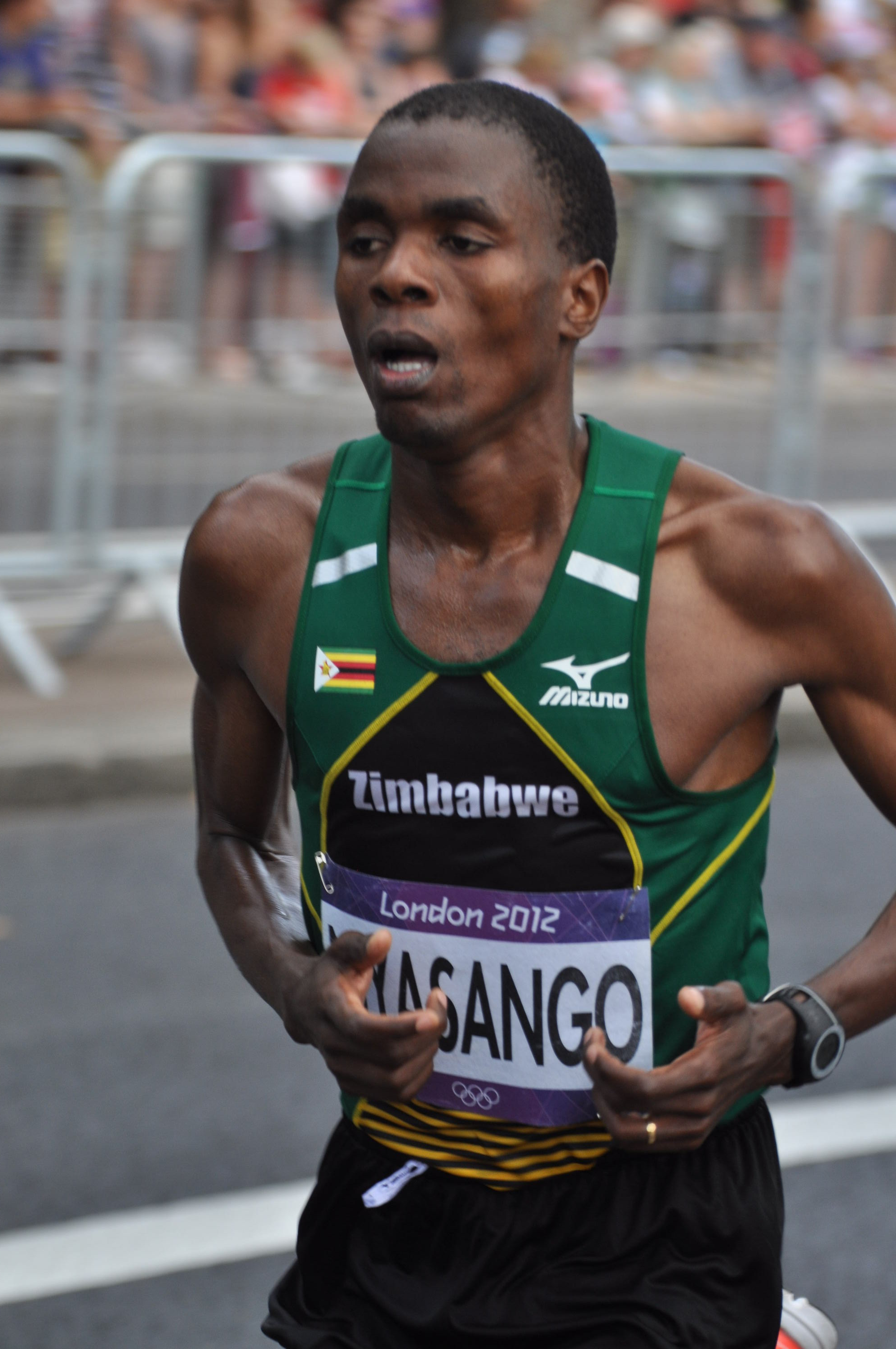
Cuthbert Nyasango, Simbabwe – aufgegeben
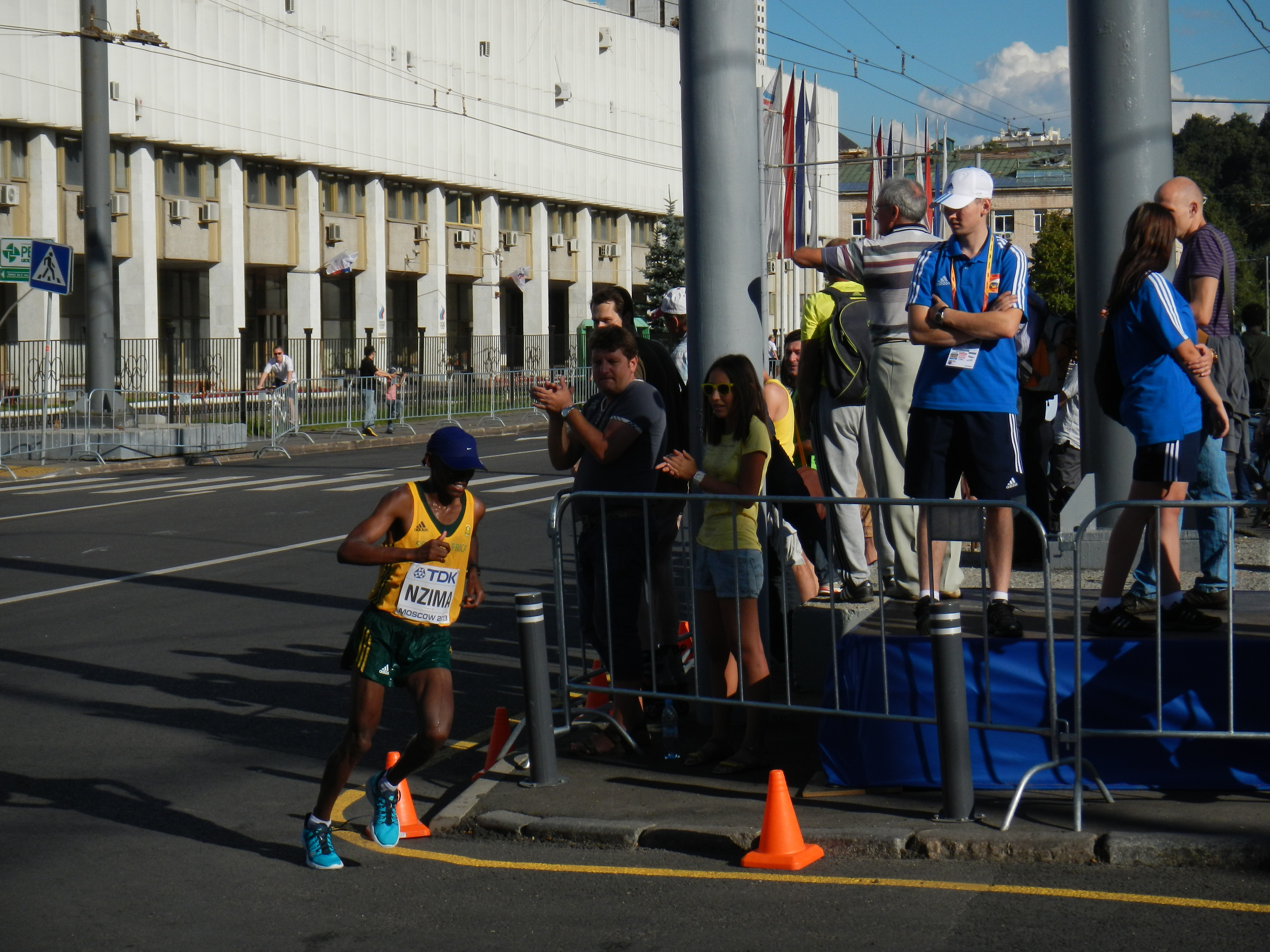
Sibusiso Nzima, Südafrika – aufgegeben
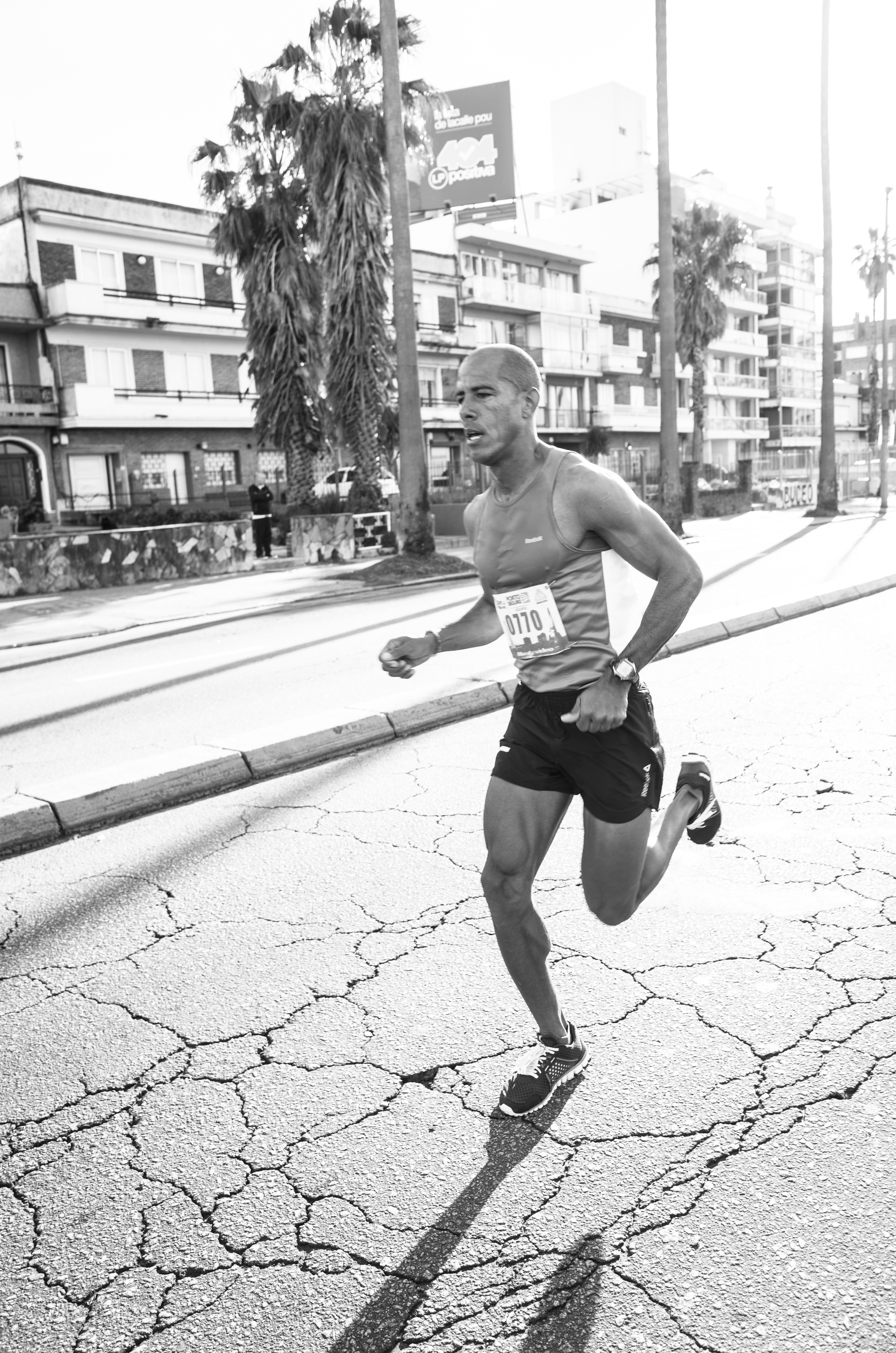
Aguelmis Rojas, Uruguay – aufgegeben
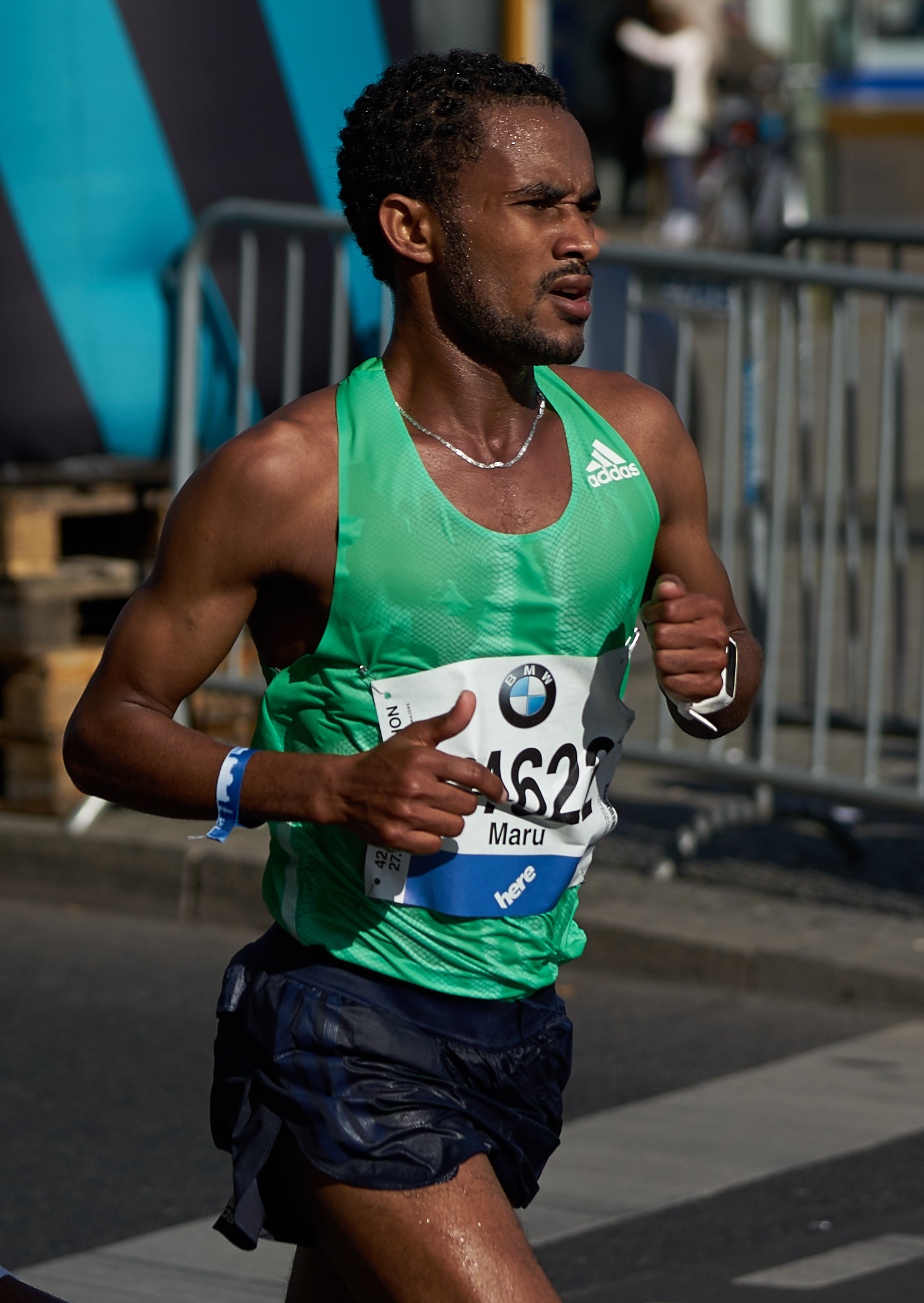
Maru Tseferi, Israel – aufgegeben
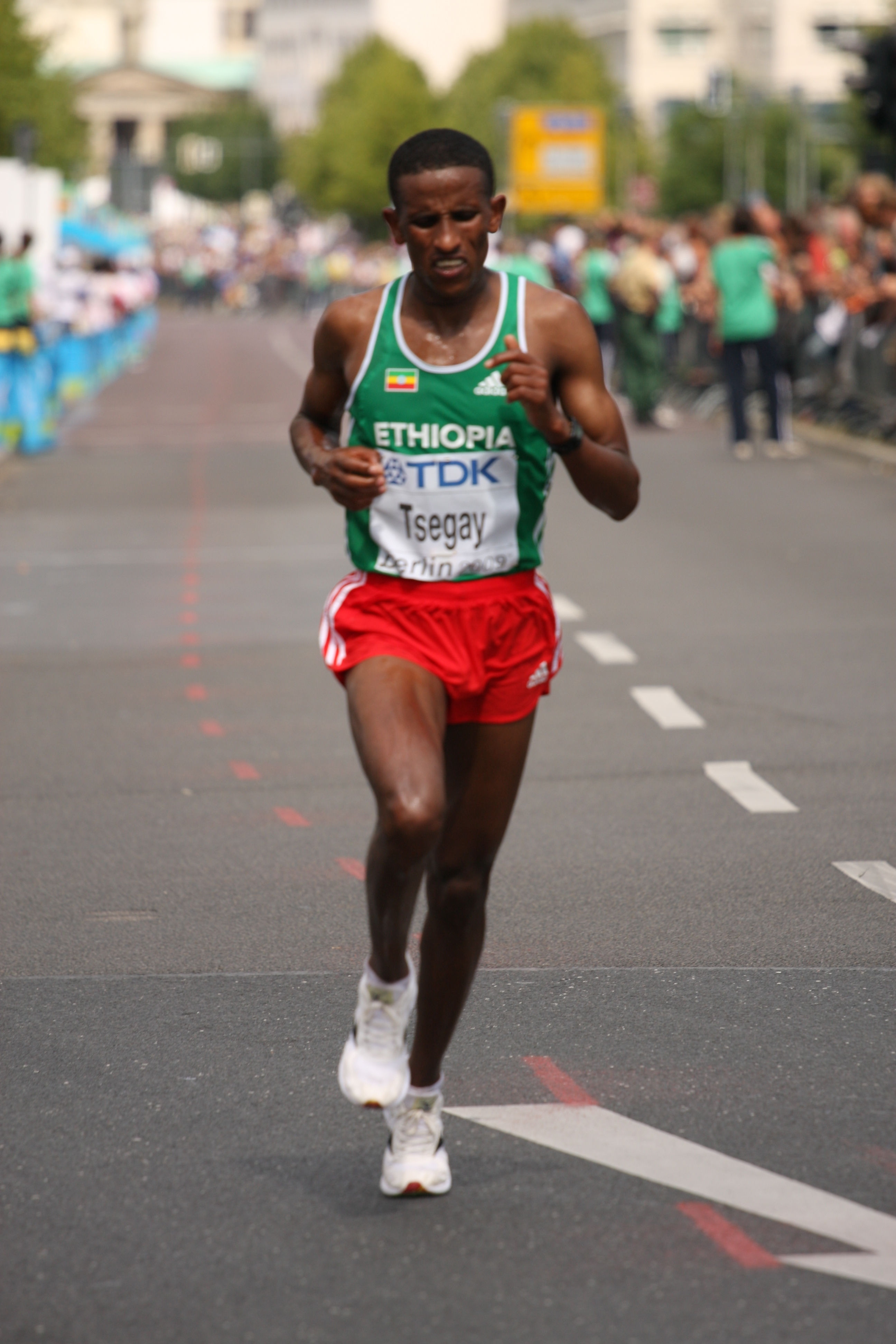
Yemane Tsegay, Äthiopien – aufgegeben
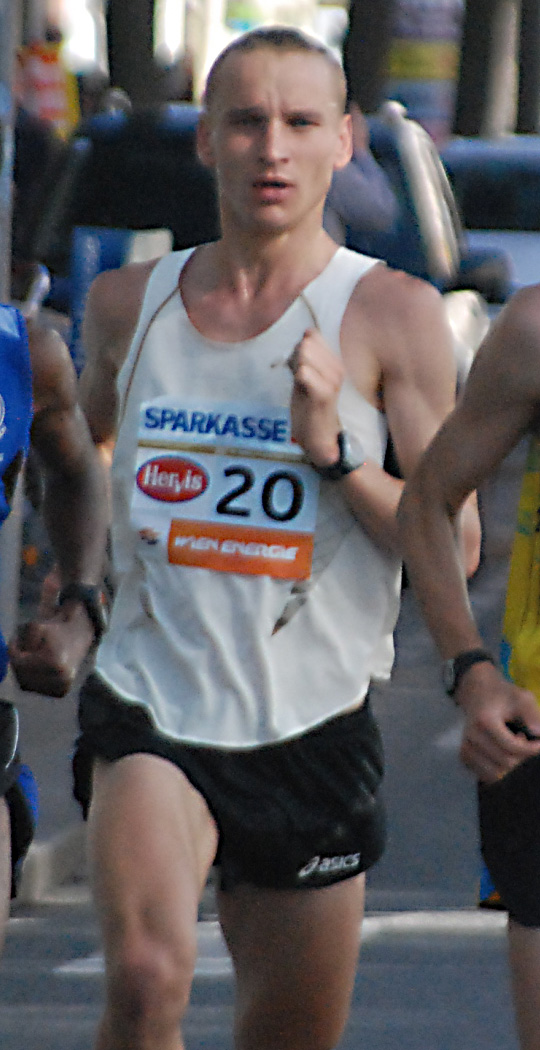
Valērijs Žolnerovičs, Lettland – aufgegeben

## Video
- WCH London 2017 Highlights - Marathon - Men - Abel Kirui wins, youtube.com, abgerufen am 27. Februar 2021